# 札沼線
札沼線（さっしょうせん）は、北海道札幌市中央区の桑園駅から石狩郡当別町の北海道医療大学駅までを結ぶ、北海道旅客鉄道（JR北海道）の鉄道路線（地方交通線）である。「学園都市線」（がくえんとしせん）という愛称が付けられている。
かつては雨竜郡沼田町の石狩沼田駅を終点としていたが、1972年（昭和47年）、2020年（令和2年）の2度にわたる部分廃止を経て北海道医療大学駅が終点になっている。

## 概要
改正鉄道敷設法別表第136号に規定する「石狩国札幌ヨリ当別ヲ経テ沼田ニ至ル鉄道」であり、全通時点では桑園駅から留萌本線と接する雨竜郡沼田町の石狩沼田駅までの路線であった。
石狩川を挟んで東方は早期に現在の函館本線が開通した一方、西方は昭和期まで東方とを結ぶ橋が無く渡船のみで、冬季や増水時に陸の孤島となることがあったことから激しい政治運動が行われ、1931年（昭和6年）10月10日に北側の石狩沼田駅 - 中徳富駅（初代。のちの新十津川駅）間が開業したのを皮切りに、南北双方から建設が進められ、1935年（昭和10年）10月3日に全通した。敷設に当たっては立憲政友会代議士の東武が尽力した。
しかし太平洋戦争が激化すると「近接して並行路線（函館本線）があり代替輸送が可能」という理由で1943年（昭和18年）10月1日から1944年（昭和19年）7月21日にかけて石狩当別駅 - 石狩沼田駅間が順次不要不急線として休止され、撤去された。
戦後は1946年（昭和21年）12月10日の石狩当別駅 - 浦臼駅間を皮切りに、1956年（昭和31年）11月16日までに全線で運行を再開した。しかし、この時期から石狩川への架橋によって道路整備が進みモータリゼーションも加わって札沼線は凋落が目立つようになった。
1960年には、国鉄が赤字50線区の廃止を検討し、札沼線については、札幌駅 - 石狩沼田駅間の全区間を廃止するとの報道があった。これは実現しなかったが、札沼線の北端である新十津川駅 - 石狩沼田駅間が、1968年に国鉄諮問委員会が提出した意見書で「赤字83線」に挙げられ、1972年（昭和47年）6月19日に廃止された。国鉄分割民営化後には、JR北海道により北海道医療大学駅 - 新十津川駅間が「当社単独では維持することが困難な線区」とされ、2020年（令和2年）5月7日で廃止された。

現存する桑園駅 - 北海道医療大学駅間は1980年（昭和55年）から開発が開始された「札幌ニュータウンあいの里」をはじめ、札幌市北区と当別町での宅地開発の進展、沿線への北海道医療大学・北海道教育大学札幌校移転により、JR北海道の「札幌圏」を構成する通勤・通学路線に成長した。このため非電化路線でありながら高架（連続立体交差）化や駅の増設、輸送力増強のための一部複線化・列車増発が進められ、2012年（平成24年）6月1日には北海道高速鉄道開発を事業主体とした交流電化が行われ、2020年の非電化区間である北海道医療大学駅 - 新十津川駅間の廃止後はJR北海道の在来線で海峡線、千歳線に次ぐ全線電化を達成した。

### 名称について
路線の正式名称である「札沼線」は札幌と（石狩）沼田から一文字ずつ取ったものであるが、新十津川駅 - 石狩沼田駅間廃止後に実態に合わなくなっていたことに加え、沿線に北海道教育大学札幌校や北海道医療大学など学校が数多くあることから、1991年（平成3年）3月16日のダイヤ改正時より一般公募によって学園都市線の愛称が付けられ、各種案内に用いられている

### 路線データ
- 管轄（事業種別）：北海道旅客鉄道（第一種鉄道事業者）
- 路線距離（営業キロ）：桑園駅 - 北海道医療大学駅 28.9 km
- 軌間：1,067 mm（狭軌）
- 駅数：14（起終点駅含む）
  - 札沼線所属駅に限定した場合、起点の桑園駅（函館本線所属[7]）が除外され、13駅となる。
- 複線区間：八軒駅 - あいの里教育大駅間 11.4 km
- 電化区間：全線電化（交流20,000 V・50 Hz 架空電車線方式）
  - 電化設備は電化工事の主体となった北海道高速鉄道開発から有償貸し付けされている[JR 1]。
- 閉塞方式：
  - （札幌駅 - ）桑園駅 - 八軒駅間、あいの里教育大駅 - 北海道医療大学駅間 特殊自動閉塞式（軌道回路検知式）
  - 八軒駅 - あいの里教育大駅間 複線自動閉塞式
- 最高速度：
  - （札幌駅 - ）桑園駅 - 当別駅間 85 km/h
  - 当別駅 - 北海道医療大学駅間 65 km/h
- IC乗車カード対応区間：全線（札幌・旭川Kitacaエリア）

## 運行形態
運転系統としての「札沼線（学園都市線）」に路線の起点である桑園駅を始終着とする列車はなく、桑園駅から函館本線上下線の北側に並行して敷設された、札沼線系統専用の単線（通称：北線）を走行して1駅先の函館本線札幌駅に乗り入れる。札幌駅から他線への直通は、早朝に当別駅を出発し千歳線新千歳空港駅へ直通する1本のみで（千歳線内は快速「エアポート」として運転）、このほかは線内で完結する。
2022年（令和4年）3月19日時点のダイヤでは、日中時間帯は札幌駅基準で上下とも1時間に3本（20分間隔）で運転され、うちあいの里公園駅発着が1 - 2本、そのほかは終点の北海道医療大学駅、または1駅手前の当別駅発着となっている。
線内では全列車が基本的に各駅に停車する普通列車の扱いであるが、単線区間での線路容量と運転間隔確保の都合から、ロイズタウン駅は通過列車が設定されている。

## 使用車両
2020年（令和2年）の非電化区間廃止後は、JR北海道の在来線では唯一気動車の定期運行がなく、電車のみが運転されている。
札幌運転所所属の「札幌圏」向け普通・快速列車用電車（721系、731系、733系〔0・3000番台〕、735系）が札幌圏他線区と共通で運用されている。このほか電化直後には711系電車も運用された。

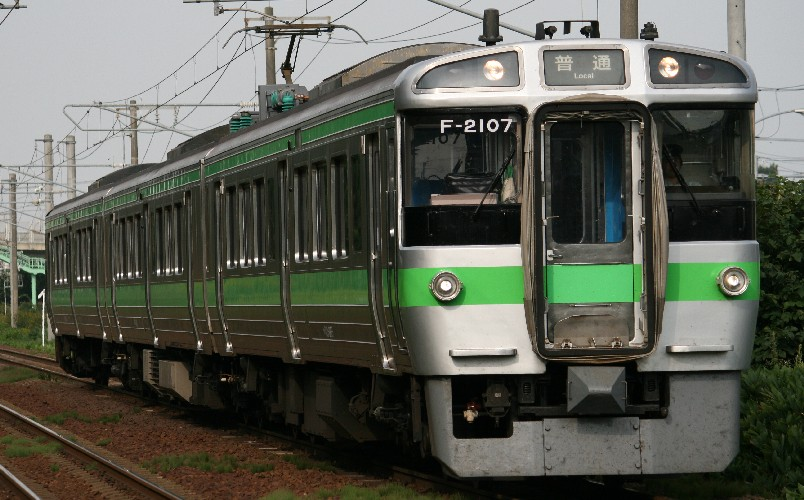
721系電車
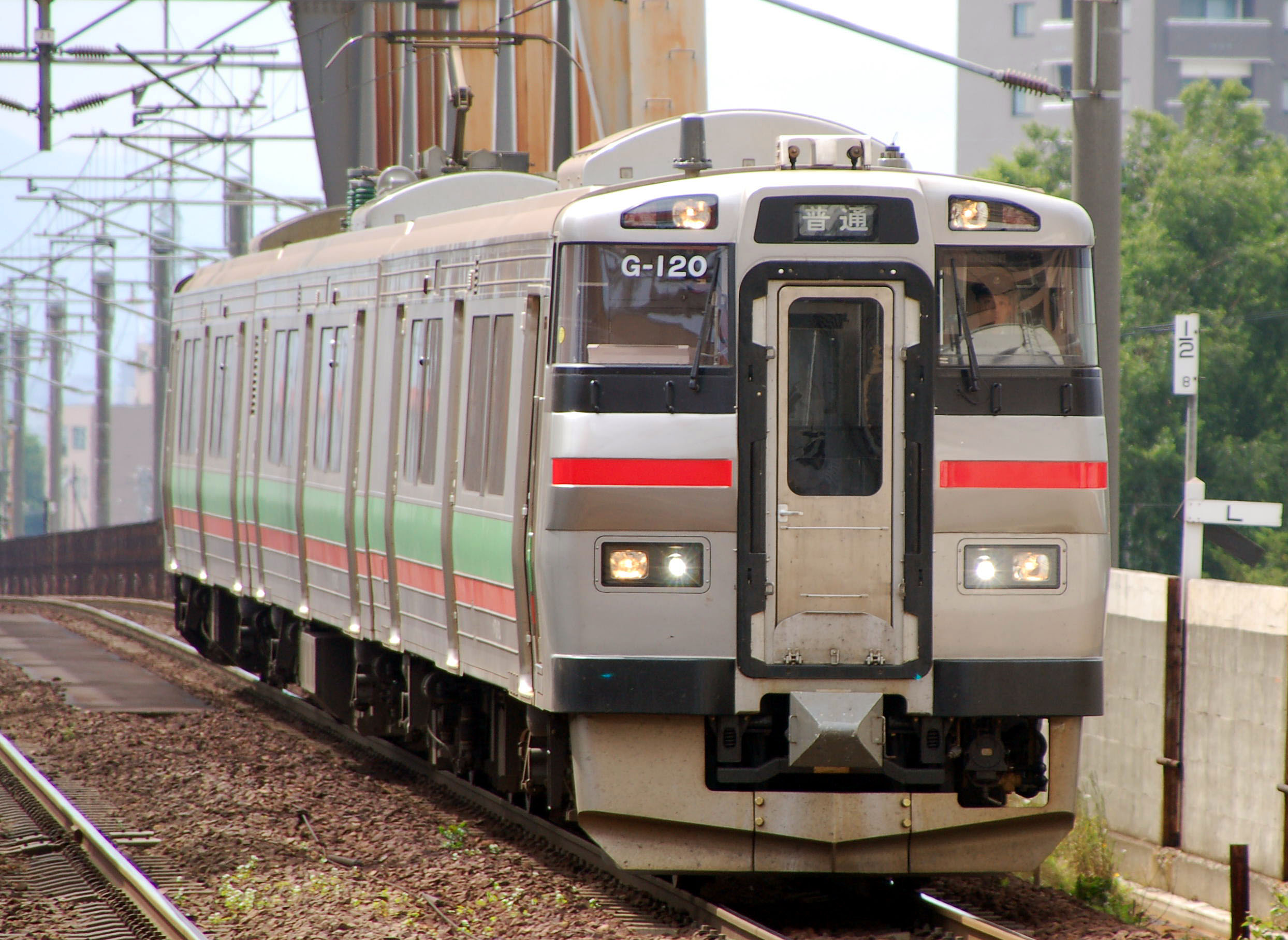
731系電車
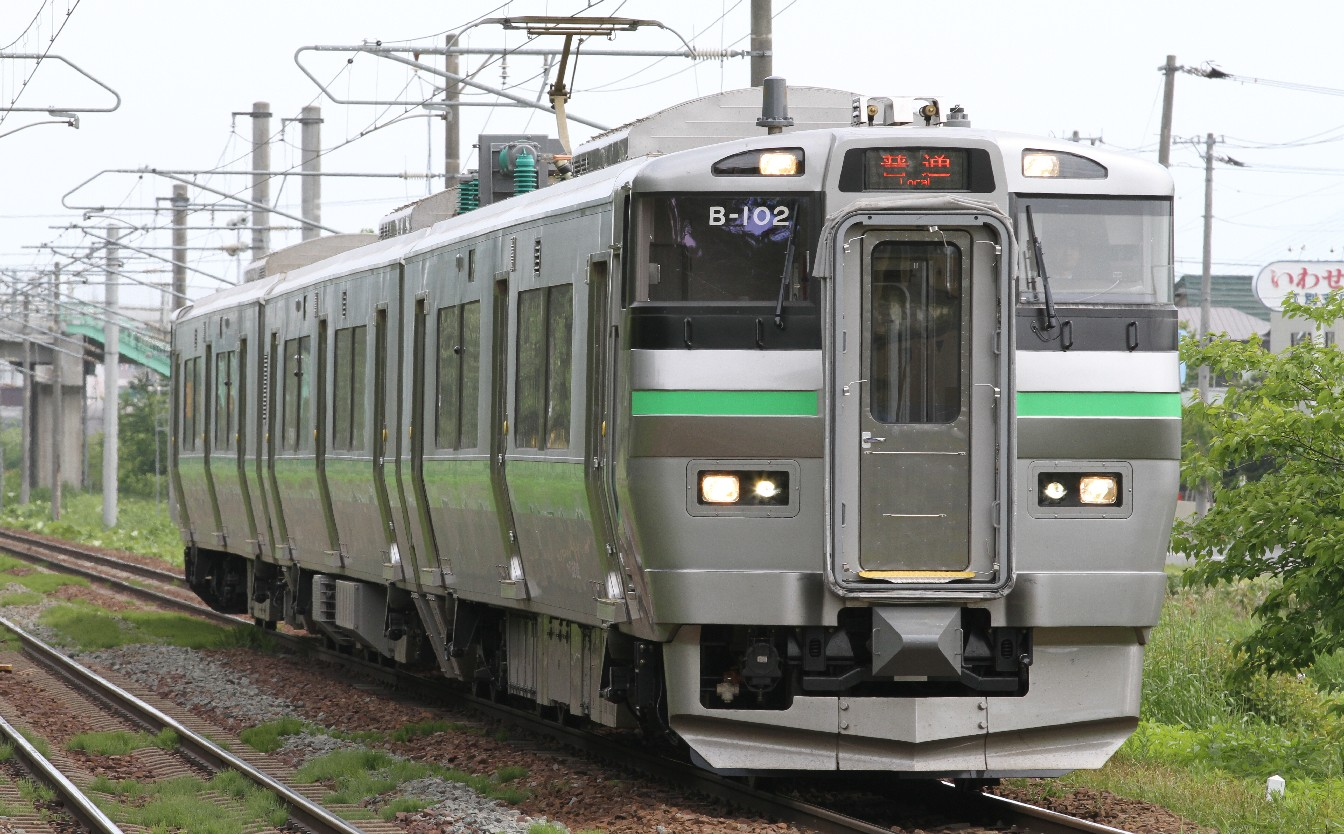
733系電車
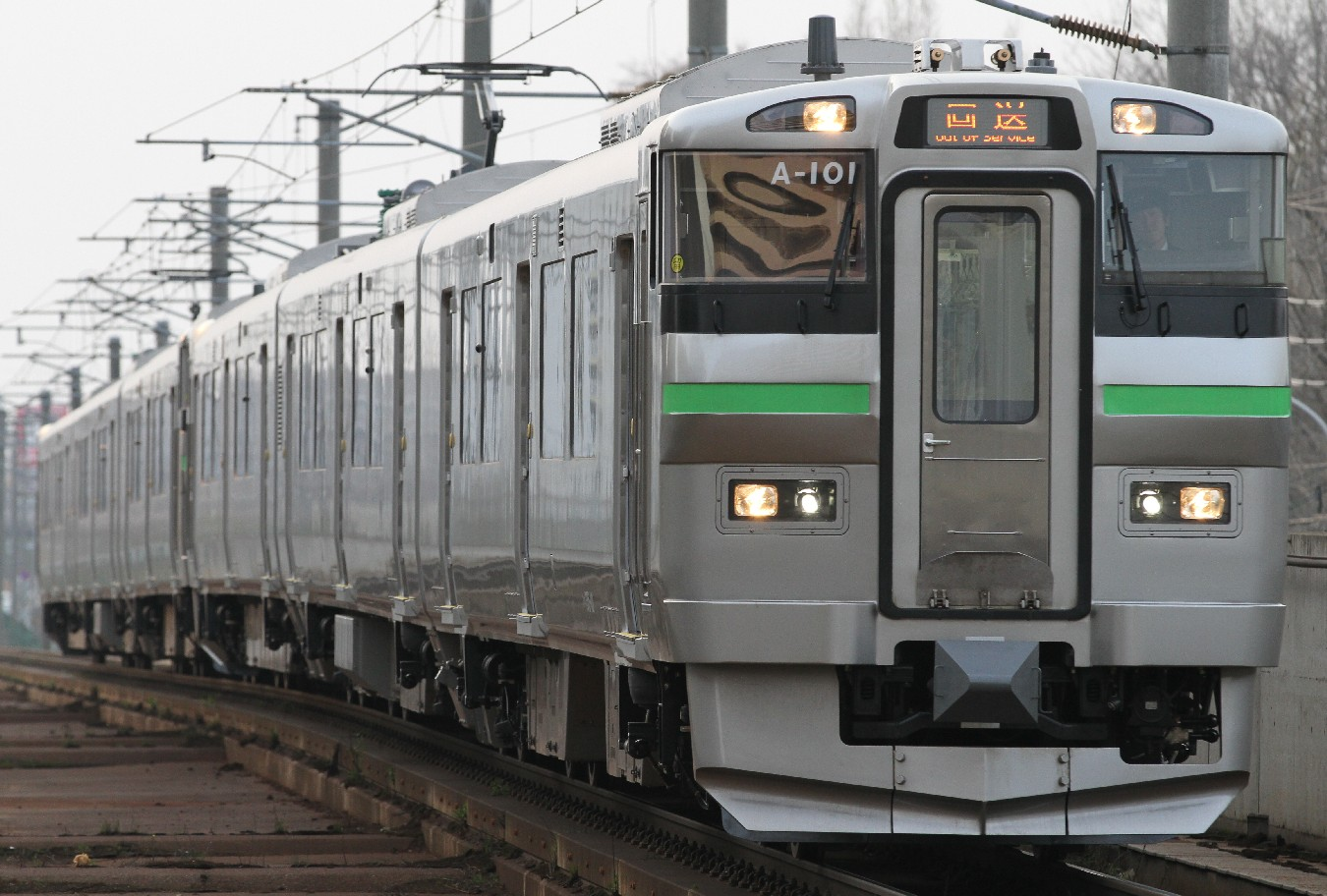
735系電車

### 過去の使用車両
電車を除く
- 蒸気機関車 - 苗穂機関区所属
  - C56形
苗穂機関区に8両が配置されていたが、1941年12月から1942年1月にかけての戦時供出で、全車両がタイとビルマへ送られる。そのうちの44号機が1979年に日本へ里帰りし、大井川鐵道で動態保存されている。
  - C11形
浦臼町郷土資料館の駐車場に、煙室扉と第一動輪がモニュメントとして展示されている[12]。煙室扉にはC11 177のナンバープレートが取り付けられている。
- 気動車 - 苗穂機関区→苗穂運転所所属
国鉄時代の車両は、苗穂区が受け持つ函館本線、千歳線と共通運用であった。このうち、片運転台車は、札幌駅発新十津川駅行の列車に組み込まれていても単行運転となる末端までは行かず、石狩当別、石狩月形、浦臼、いずれかの駅で折返す（増解結を行う）運用に充当されていた[注 10]。
  - キハ12・16・17形
  - キハ21・22形
  - キハ27・56形
  - キハ46形
  - キハ53形500番台
  - キハ40形
    - 100番台 - 国鉄時代に新製配置された北海道向けの原形
    - 300番台・330番台・400番台・700番台・1700番台

  - キハ48形
    - 300番台・1330番台

  - キハ54形500番台
  - キハ141系
  - キハ201系

## 区間別の利用状況
以下、本項目の表中では一部、北海道医療大学駅を「医療大学駅」と略記する。

### 輸送密度
区間ごとの輸送密度（人/日、以下同様）は以下の通り。なお、一部の数値は函館本線札幌駅 - 桑園駅間を含むものである。
桑園駅 - 北海道医療大学駅間は2013年（平成25年）度に輸送密度が1975年（昭和50年）度比で315%に増加し、以降も新型コロナウイルス感染症（COVID-19）の影響を受ける2020年（令和2年）度まで増加傾向が続いた。
一方で2020年（令和2年）に廃止された北海道医療大学駅 - 新十津川駅間は、2013年（平成25年）度の輸送密度が1975年（昭和50年）度（石狩当別駅 - 新十津川駅間）比で14%まで落ち込み、2013年（平成25年）度と2016年（平成28年）度以降は、JR北海道が設定した区間別で最低の輸送密度を記録している。当該区間の最低値は2017年（平成29年）度の57であり、これは、1995年（平成7年）9月4日に廃止された深名線（廃止当時80）や、2019年（平成31年）4月1日に廃止された石勝線夕張支線（廃止前年度の2017年度：69）を下回る。
| 年度                 | 輸送密度（人/日）     | 輸送密度（人/日）     | 輸送密度（人/日）                                      | 備考                                                                          | 備考 | 出典                |
| 年度                 | 札幌駅 - 石狩当別駅間 | 札幌駅 - 石狩当別駅間 | 石狩当別駅 - 新十津川駅間                              | 備考                                                                          | 備考 | 出典                |
| -------------------- | --------------------- | --------------------- | ------------------------------------------------------ | ----------------------------------------------------------------------------- | --- | ------------------- |
| 1975年（昭和50年）度 |                       |                       | 582                                                    | 同年度の桑園駅 - 石狩当別駅間の輸送密度は2013年度実績より、およそ5,404        | 同年度の桑園駅 - 石狩当別駅間の輸送密度は2013年度実績より、およそ5,404 | [ JR 4 ] [ JR 16 ]  |
| 1980年（昭和55年）度 |                       |                       | 466                                                    |                                                                               | | [ JR 4 ] [ JR 16 ]  |
| 1984年（昭和59年）度 | 5,107                 | 5,107                 | 448                                                    |                                                                               | | [ 新聞 5 ]          |
| 1985年（昭和60年）度 |                       |                       | 317                                                    | 1981年に大学前仮乗降場（→北海道医療大学駅）開業                               | 1981年に大学前仮乗降場（→北海道医療大学駅）開業 | [ JR 16 ] [ JR 4 ]  |
| 1987年（昭和62年）度 | 9,492                 | 9,492                 | 341                                                    | JR北海道発足。                                                                | JR北海道発足。 | [ JR 16 ] [ JR 4 ]  |
| 1988年（昭和63年）度 | 9,963                 | 9,963                 | 322                                                    |                                                                               | | [ JR 16 ] [ JR 4 ]  |
| 1989年（平成元年）度 | 11,162                | 11,162                | 305                                                    |                                                                               | | [ JR 16 ] [ JR 4 ]  |
| 1990年（平成02年）度 | 12,788                | 12,788                | 279                                                    |                                                                               | | [ JR 16 ] [ JR 4 ]  |
| 1991年（平成03年）度 | 14,388                | 14,388                | 264                                                    |                                                                               | | [ JR 16 ] [ JR 4 ]  |
| 1992年（平成04年）度 | 15,272                | 15,272                | 248                                                    |                                                                               | | [ JR 16 ] [ JR 4 ]  |
| 1993年（平成05年）度 | 16,247                | 16,247                | 255                                                    |                                                                               | | [ JR 16 ] [ JR 4 ]  |
| 1994年（平成06年）度 | 17,215                | 17,215                | 266                                                    | 1994年11月：札幌駅 - 桑園駅間3線化                                            | 1994年11月：札幌駅 - 桑園駅間3線化 | [ JR 16 ] [ JR 4 ]  |
| 1995年（平成07年）度 | 18,662                | 18,662                | 279                                                    | 1996年3月：太平駅 - 篠路駅間複線化、石狩当別駅 - 新十津川駅間ワンマン運転開始 | 1996年3月：太平駅 - 篠路駅間複線化、石狩当別駅 - 新十津川駅間ワンマン運転開始 | [ JR 16 ] [ JR 4 ]  |
| 1996年（平成08年）度 | 19,566                | 19,566                | 256                                                    | 1997年3月：篠路駅 - あいの里教育大駅間複線化                                  | 1997年3月：篠路駅 - あいの里教育大駅間複線化 | [ JR 16 ] [ JR 4 ]  |
| 1997年（平成09年）度 | 19,470                | 19,470                | 232                                                    |                                                                               | | [ JR 16 ] [ JR 4 ]  |
| 1998年（平成10年）度 | 19,572                | 19,572                | 232                                                    |                                                                               | | [ JR 16 ] [ JR 4 ]  |
| 1999年（平成11年）度 | 18,973                | 18,973                | 234                                                    | 2000年3月：八軒駅 - 太平駅間複線化                                            | 2000年3月：八軒駅 - 太平駅間複線化 | [ JR 16 ] [ JR 4 ]  |
| 2000年（平成12年）度 | 19,971                | 19,971                | 239                                                    |                                                                               | | [ JR 16 ] [ JR 4 ]  |
| 2001年（平成13年）度 | 20,663                | 20,663                | 249                                                    |                                                                               | | [ JR 16 ] [ JR 4 ]  |
| 年度                 | 札幌駅 - 石狩当別駅間 | 桑園駅 - 医療大学駅間 | 医療大学駅 - 新十津川駅間                              | ※参考:月形高校 全校生徒に占める 列車通学者（人）                              | 備考 | 出典                |
| 2002年（平成14年）度 | 21,018                |                       | 107                                                    |                                                                               | 同年度より算出区間を変更 | [ JR 4 ] [ JR 16 ]  |
| 2003年（平成15年）度 | 21,986                |                       | 108                                                    |                                                                               | | [ JR 4 ] [ JR 16 ]  |
| 2004年（平成16年）度 | 22,765                |                       | 98                                                     |                                                                               | | [ JR 4 ] [ JR 16 ]  |
| 2005年（平成17年）度 | 23,168                |                       | 88                                                     |                                                                               | | [ JR 4 ] [ JR 16 ]  |
| 2006年（平成18年）度 | 23,138                |                       | 84                                                     |                                                                               | | [ JR 4 ] [ JR 16 ]  |
| 2007年（平成19年）度 | 23,243                |                       | 73                                                     |                                                                               | | [ JR 4 ] [ JR 16 ]  |
| 2008年（平成20年）度 | 23,821                |                       | 78                                                     | 61/165                                                                        | | [ JR 4 ] [ JR 16 ]  |
| 2009年（平成21年）度 |                       |                       | 86                                                     | 69/159                                                                        | | [ JR 16 ]           |
| 2010年（平成22年）度 | 24,909                |                       | 97                                                     | 77/173                                                                        | | [ JR 16 ] [ 14 ]    |
| 2011年（平成23年）度 |                       | 15,490                | 89                                                     | 64/151                                                                        | 桑園駅 - 医療大学駅間の数値は2012年度の前年度比増減より算出。 | [ JR 16 ] [ JR 17 ] |
| 2012年（平成24年）度 |                       | 16,017                | 90                                                     | 65/160                                                                        | 2012年6月：桑園駅 - 医療大学駅間交流電化 | [ JR 16 ] [ JR 17 ] |
| 2012年（平成24年）度 | 6,107                 | 6,107                 | [ MLIT 1 ]                                             | 65/160                                                                        | 2012年6月：桑園駅 - 医療大学駅間交流電化 |                     |
| 2013年（平成25年）度 |                       | 17,023                | 81                                                     | 71/151                                                                        | 医療大学駅 - 新十津川駅間：JR北海道が設定した区間別で最低値 | [ JR 16 ] [ JR 17 ] |
| 2013年（平成25年）度 | 6,481                 | 6,481                 | [ MLIT 2 ]                                             | 71/151                                                                        | 医療大学駅 - 新十津川駅間：JR北海道が設定した区間別で最低値 |                     |
| 2014年（平成26年）度 |                       | 16,873                | 81                                                     | 68/159                                                                        | | [ JR 16 ] [ JR 18 ] |
| 2014年（平成26年）度 | 6,425                 | 6,425                 | [ MLIT 3 ]                                             | 68/159                                                                        | |                     |
| 2015年（平成27年）度 |                       | 17,359                | 79                                                     | 58/146                                                                        | 2016年3月26日より浦臼駅 - 新十津川駅間1往復のみ運転。 | [ JR 16 ] [ JR 19 ] |
| 2015年（平成27年）度 | 6,607                 | 6,607                 | [ MLIT 4 ]                                             | 58/146                                                                        | 2016年3月26日より浦臼駅 - 新十津川駅間1往復のみ運転。 |                     |
| 2016年（平成28年）度 |                       | 17,590                | 64                                                     | 37/117                                                                        | 台風10号による影響を除くため、9 - 12月を除いた数値。 医療大学駅 - 新十津川駅間：JR北海道が設定した区間別で最低値                                                                               | [ JR 16 ] [ JR 20 ] |
| 2016年（平成28年）度 | 17,643                | 66                    | 9 - 12月を含む数値（うち医療大学駅 - 石狩月形間は147） | 37/117                                                                        | [ JR 20 ] |                     |
| 2017年（平成29年）度 |                       | 17,862                | 57                                                     | 26/96                                                                         | 桑園駅 - 医療大学駅間：新千歳空港へのアクセス好調、道東方面直通の特急列車運転再開等により、前年度比増加 医療大学駅 - 新十津川駅間：JR北海道が設定した区間別で最低値 同年度分より集計方法見直し | [ JR 15 ]           |
| 2018年（平成30年）度 |                       | 17,957                | 62                                                     |                                                                               | | [ JR 21 ]           |
| 2019年（令和元年）度 |                       | 17,552                | 71                                                     |                                                                               | 桑園駅 - 医療大学駅間：新型コロナウイルス感染症（COVID-19）の拡大の影響等により、前年度比減少 医療大学駅間 - 新十津川駅間：廃止に関連した利用客増加により、前年度比増加                        | [ JR 22 ]           |
| 2020年（令和02年）度 |                       | 12,555                | 112                                                    |                                                                               | 桑園駅 - 医療大学駅間：COVID-19の影響により、前年度比大幅減少 | [ JR 23 ]           |
| 2021年（令和03年）度 |                       | 13,307                |                                                        |                                                                               | | [ JR 24 ]           |
| 2022年（令和04年）度 |                       | 14,475                |                                                        | [ JR 25 ]                                                                     | |                     |
| 2023年（令和05年）度 |                       | 15,225                |                                                        | [ JR 26 ]                                                                     | |                     |

### 収支・営業係数
区間ごとの収支（営業収益・営業費用・営業損益）と営業係数は以下の通り。▲はマイナスを意味する。JR北海道公表分についてはいずれも管理費を含めた金額である。なお、桑園駅 - 北海道医療大学駅間は札幌圏各線と合わせたデータで公表されており、単独のデータは不明。
| 年度                 | 収支（百万円） | 収支（百万円） | 収支（百万円） | 収支 係数 （％） | 備考                                                                                            | 出典   |
| 年度                 | 営業 収益      | 営業 費用      | 営業 損益      | 収支 係数 （％） | 備考                                                                                            | 出典   |
| -------------------- | -------------- | -------------- | -------------- | ---------------- | ----------------------------------------------------------------------------------------------- | ------ |
| 1970年（昭和45年）度 | 216            | 1,022          | ▲806           | 473              | 出典では営業係数は「収支係数（％）」と記載。 数値としては同様になるため他文献と表記を合わせる。 | [ 16 ] |

| 年度                 | 収支（百万円） | 収支（百万円） | 収支（百万円） | 営業 係数 （円） | 備考                                                                         | 出典      |
| 年度                 | 営業 収益      | 営業 費用      | 営業 損益      | 営業 係数 （円） | 備考                                                                         | 出典      |
| -------------------- | -------------- | -------------- | -------------- | ---------------- | ---------------------------------------------------------------------------- | --------- |
| 2014年（平成26年）度 | 39,721         | 42,383         | ▲2,662         | 107              |                                                                              | [ JR 27 ] |
| 2015年（平成27年）度 | 40,619         | 42,794         | ▲2,175         | 105              |                                                                              | [ JR 28 ] |
| 2016年（平成28年）度 | 40,668         | 46,136         | ▲5,467         | 113              | 修繕費・減価償却費増加により営業費用増加。                                   | [ JR 29 ] |
| 2017年（平成29年）度 | 42,074         | 44,566         | ▲2,492         | 106              | 利用増・減価償却費減少により前年度比改善。同年度分より集計方法見直し         | [ JR 15 ] |
| 2018年（平成30年）度 | 41,842         | 44,597         | ▲2,755         | 107              | 北海道胆振東部地震による運輸収入減少や高架橋の修繕費増加により、前年度比拡大 | [ JR 21 ] |
| 2019年（令和元年）度 | 42,134         | 44,394         | ▲2,260         | 105              | 外注による踏切や駅構内の除雪・車両の減価償却費の減少により、前年度比改善     | [ JR 22 ] |
| 2020年（令和02年）度 | 24,516         | 42,394         | ▲17,878        | 173              | 新型コロナウイルス感染症（COVID-19）の影響により、前年度比拡大               | [ JR 23 ] |
| 2021年（令和03年）度 | 27,266         | 42,125         | ▲14,859        | 154              |                                                                              | [ JR 24 ] |
| 2022年（令和04年）度 | 36,515         | 43,683         | ▲7,168         | 120              |                                                                              | [ JR 25 ] |
| 2023年（令和05年）度 | 42,365         | 45,365         | ▲3,000         | 107              |                                                                              | [ JR 26 ] |

| 年度                 | 収支（百万円） | 収支（百万円） | 収支（百万円） | 営業 係数 （円） | 備考 | 出典                |
| 年度                 | 営業 収益      | 営業 費用      | 営業 損益      | 営業 係数 （円） | 備考 | 出典                |
| -------------------- | -------------- | -------------- | -------------- | ---------------- | --- | ------------------- |
| 2014年（平成26年）度 | 16             | 348            | ▲332           | 2,162            | | [ JR 27 ]           |
| 2015年（平成27年）度 | 17             | 367            | ▲307           | 2,213            | 同年度の3月26日より浦臼 - 新十津川間1往復のみ運転。 同年度の営業費用中「輸送に直接必要な費用」は収入比302% | [ JR 28 ]           |
| 2016年（平成28年）度 | 15             | 382            | ▲367           | 2,609            | うち石狩月形以南は営業係数2020                                                                             | [ JR 29 ]           |
| 2017年（平成29年）度 | 15             | 329            | ▲314           | 2,182            | 同年度分より集計方法見直し                                                                                 | [ JR 15 ]           |
| 2018年（平成30年）度 | 16             | 297            | ▲281           | 1,803            | | [ JR 21 ]           |
| 2019年（令和元年）度 | 24             | 299            | ▲275           | 1,253            | 廃止に関連した利用客増加による営業収益増加が発生                                                           | [ JR 22 ]           |
| 2020年（令和02年）度 | 5              | 23             | ▲18            | 472              | 営業最終年度                                                                                               | [ JR 23 ] [ 注 14 ] |

## 1972年廃止区間（新十津川駅 - 石狩沼田駅間）について

### 廃止に至る経緯（新十津川駅 - 石狩沼田間）
太平洋戦争中に不要不急線として休止されていた石狩当別駅 - 石狩沼田駅間のうち、浦臼駅 - 石狩沼田駅間は、再開後も利用が振るわず、1963年（昭和38年）6月10日時点で営業係数は292となっていた。
特に新十津川駅以北は、冷害等による離農、石炭産業の凋落、自動車交通の発達や並行する国道275号の完全舗装などの道路整備、沿線の人口減少により年ごとに利用の減少が進み、同区間は営業末期の1972年（昭和47年）に発表された輸送実績では、乗車人員498人、貨物発送トン数58トンと、いずれも1960年（昭和35年）比でそれぞれ30%、62%に落ち込み、収支係数は1500にのぼった。これにより末期の同区間の運転本数は、旅客1日5往復、貨物は3日に1本程度にまで減少した。
1968年（昭和43年）に国鉄諮問委員会は「『ローカル線の輸送をいかにするか』についての意見書」中で、使命を終えた国鉄の地方線をバス転換とする方針を打ち出し、いわゆる「赤字83線」を発表し、札沼線新十津川駅 - 石狩沼田駅間もこれに含まれた。
1965年（昭和40年）頃から収入が落ち始め、1969年度（昭和44年度）の札沼線全区間の赤字額は約6億8000万円、営業係数は392だった。新十津川 ‐ 石狩沼田間の旅客数は1965年の1日1368人に対して1970年（昭和45年）は497人に減り、その70％ほどは定期客の通学、通勤だった。貨物も発着合わせて1965年の1日126tから1970年は74tに落ち込み、1970年度の営業係数は870だった。
これを受け、国鉄北海道総局では1971年（昭和46年）8月2日に新十津川駅 - 石狩沼田駅間沿線4町（新十津川町、雨竜町、北竜町、沼田町）に廃止を提案し、管轄する旭川鉄道管理局と併せて沿線住民と800回にのぼる話し合いを行った。沿線自治体による札沼線廃止反対期成会は当初「国鉄は企業努力することが先決」「このままでは受け入れる余地はない」「まず利用しやすい線にするよう企業努力するのが筋ではないか」との声が強かったが、これに対し国鉄は、存続の場合運行費の3分の1（3億円/年）を北海道、沿線自治体でそれぞれ負担、廃止を受け入れるなら1kmあたり300万円前後（今回の場合およそ1億円）の特別交付金を出すことを提案した。
最終的に沿線自治体は、これ以上の負担増は財政をパンクさせることになり、並行国道のバスを増発したほうが住民にとって便利という結論に達し、1972年（昭和47年）3月16日の沼田町を最後に沿線4町は廃止に同意した。その後、同年3月23日に旭川鉄道管理局から国鉄本社に廃止が上申され、6月18日の運転をもって新十津川駅 - 石狩沼田駅間の運輸営業が廃止された。
「赤字83線」の廃止は道内では根北線に次ぐ2番目であり、廃止区間延長34.9kmは「赤字83線」における1区間の廃止距離としては全国で最長であった。また、「赤字83線」の取り組みそれ自体による指定線区の国鉄路線の廃止はこの区間が最後となった。

### 廃止後の状況（新十津川駅 - 石狩沼田間）
新十津川駅 - 石狩沼田駅間は廃線後、線路跡は農地整備等の区画整理によってほとんど痕跡を留めておらず、わずかに一部の駅の周辺に面影を偲ぶのみとなっている。

### 廃止後の交通体系（新十津川駅 - 石狩沼田間）
廃止区間には元々、札沼線を補完する形で滝川駅 - 新十津川駅 - 碧水市街 - 石狩沼田駅間などに国鉄バス石狩線が運行されており、これがそのまま代替輸送を担うこととなった。このため、石狩線は石狩沼田駅 - 碧水市街間を8本/日から24本に増便したことをはじめ、鉄道廃止区間各所と上徳富市街 - 滝川間の計6区間で計93本/日の増便を行い、滝川駅での列車接続を改善するなど利便性の高いダイヤへの改善が行われた。
石狩線はその後、1987年（昭和62年）4月1日から国鉄分割民営化により北海道旅客鉄道（JR北海道）自動車事業部の路線となり、2000年（平成12年）4月1日には分社化によってジェイ・アール北海道バスに引き継がれた。
2003年（平成15年）3月1日には、ジェイ・アール北海道バスの空知地区撤退に伴い、北海道中央バスに移管され、当該区間の路線は北海道中央バス滝川営業所が運行する滝川沼田線（滝川ターミナル - 碧水市街 - 沼田駅前間）となったが、2008年（平成20年）4月1日には運転区間が滝川ターミナル - 碧水市街間に短縮され路線名も滝川北竜線となった。
2008年の短縮により廃止された碧水市街 - 沼田駅前間は沼田町営バス北竜線となった。2016年時点では、碧水市街 - 沼田駅前 - 厚生クリニック間で上下2往復＋日中は予約制バスという形態であったが、2017年（平成29年）3月31日限りで定期便としては廃止され、予約制バスの状態を経て、翌2018年（平成30年）5月31日に、乗合タクシーへと改組されている。
北海道中央バス滝川北竜線は、2018年（平成30年）4月1日に滝川ターミナル廃止に伴い滝川駅への乗り入れが再開され、同年夏ダイヤの時点では滝川駅 - 碧水市街間で4往復が運転されていた。しかし、2010年（平成22年）に45,821人いた利用者は2019年（令和元年）には24,751人へと減少しており、運転手不足などから、2020年（令和2年）に2度の減便を行い、2022年（令和4年）4月1日に路線廃止となった。
廃止後は、沿線の新十津川町、雨竜町、北竜町がそれぞれ予約制乗合タクシー等の形で代替交通を確保している。

## 2020年廃止区間（北海道医療大学駅 - 新十津川駅間）について

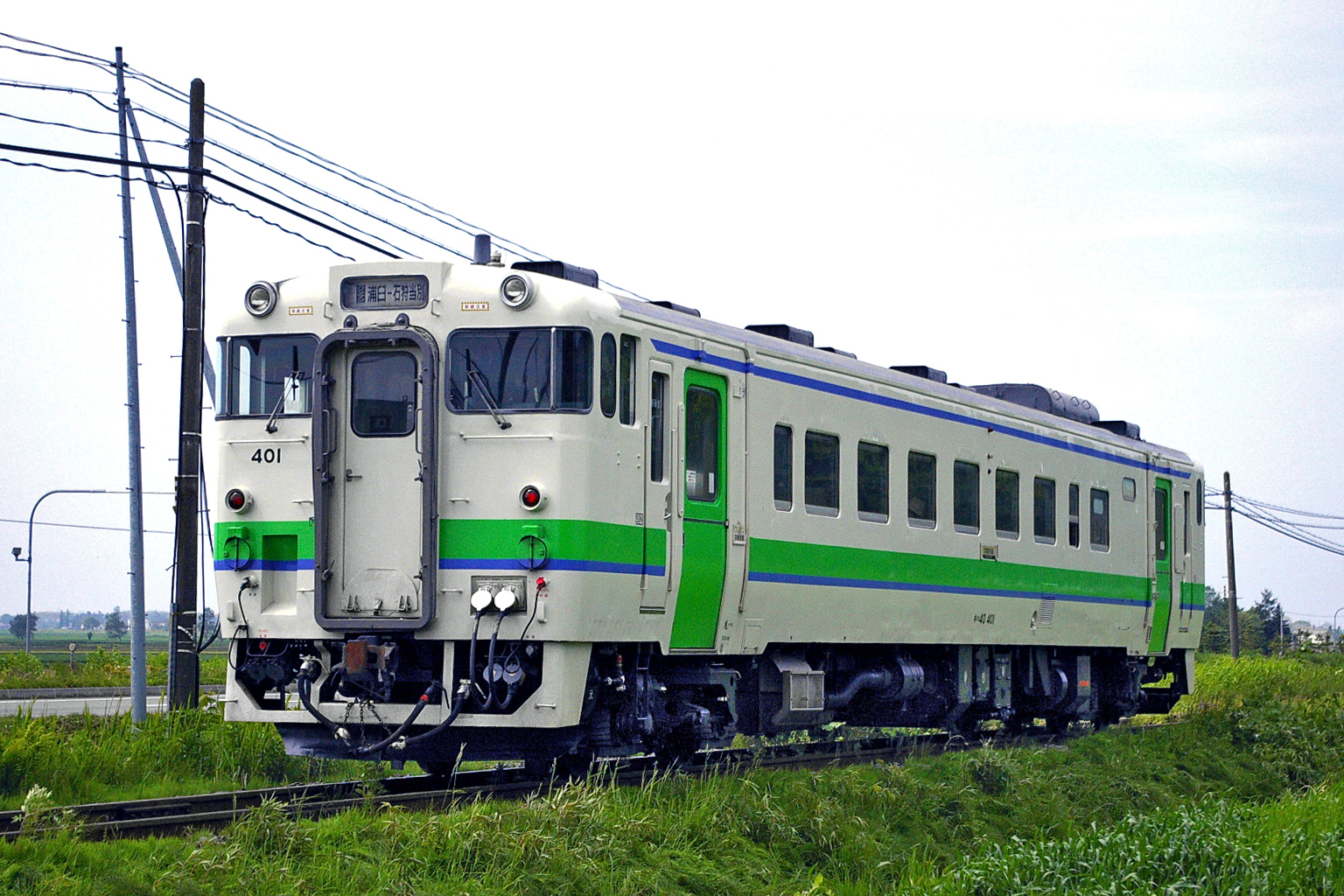
石狩当別駅 - 新十津川駅間の専用車として投入されていたキハ40形400番台（2007年10月6日）

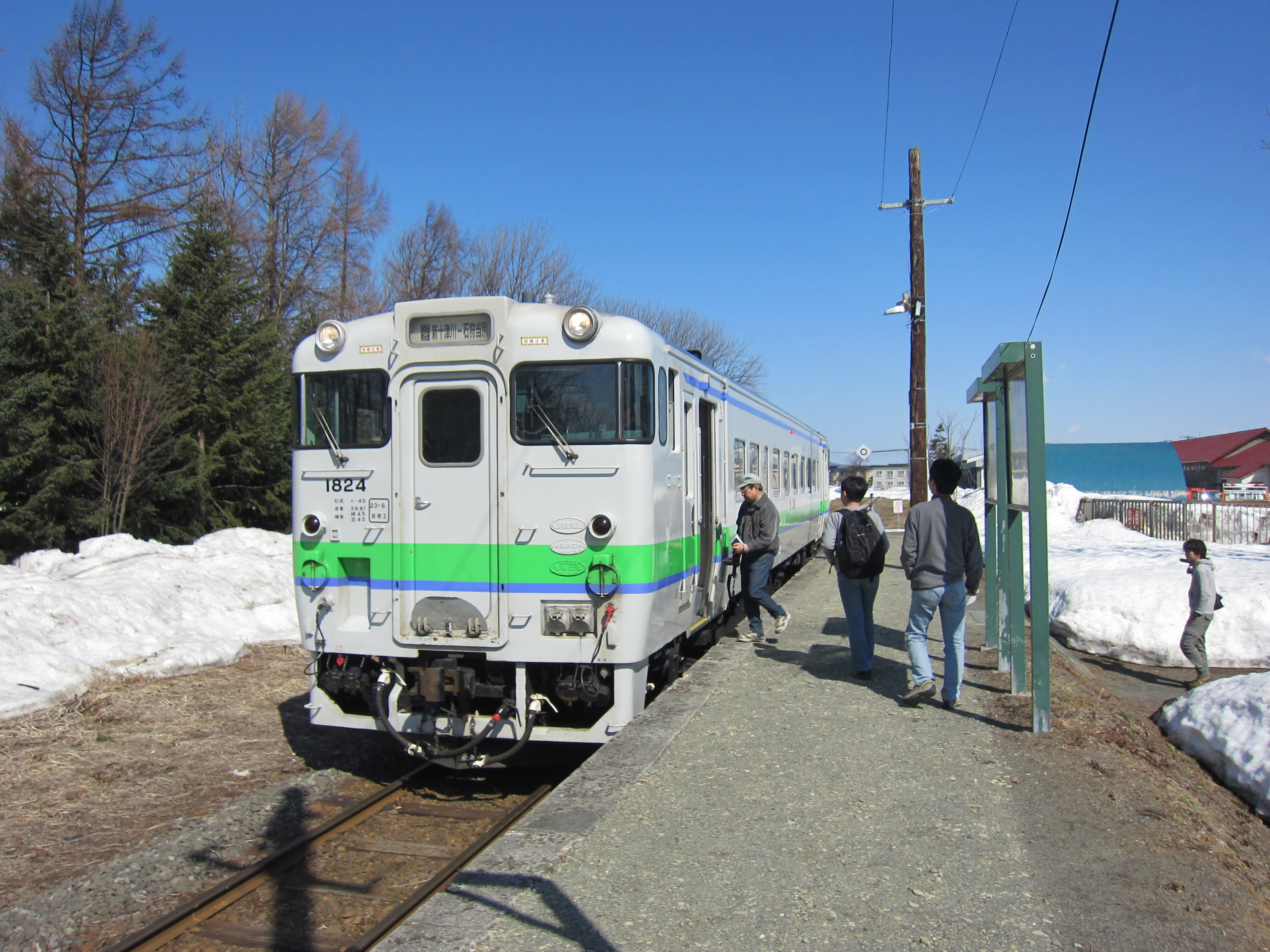
新十津川駅に停車するキハ40形1700番台（2016年4月6日）

この区間では2016年（平成28年）3月26日以降廃止まで、1日に石狩当別駅 - 浦臼駅間列車が上下各5本、石狩当別駅 - 石狩月形駅間列車が下り2本・上り1本、石狩当別駅 - 新十津川駅間列車が上下各1本運行されていた。特に、浦臼駅 - 新十津川駅間は1日1往復のみの運行であり、国鉄およびJR旅客各社における旅客列車の本数としては国鉄清水港線（1984年（昭和59年）廃止）に並ぶ史上最少の運行本数であった。
列車は全てワンマン運転で、朝の石狩月形駅始発上り列車1本（およびその送り込み回送列車）が2両編成となるほかは、単行（1両）で運転されていた。

### JR北海道の見解
2016年（平成28年）11月18日、JR北海道は「将来にわたり持続可能な形で安全最優先の鉄道事業を運営する社会的な使命を果たすため」に「当社単独では維持することが困難な線区（以下、維持困難線区）」として、北海道医療大学駅 - 新十津川駅間を含む10路線13区間を発表した。
「維持困難線区」の中でもこの区間は「輸送密度が200人未満の線区」に属し、維持困難線区発表時点で北海道月形高等学校への通学を除けば「日常的なご利用は殆ど無い」とした。また、維持する際の課題として運営赤字と別に今後20年間で6億円におよぶ老朽施設の更新費用を挙げた。以上を踏まえ「鉄道よりもほかの交通手段が適しており（中略）バス等への転換について地域の皆様と相談を開始します」と表明した。
その後、2018年（平成30年）5月16日の月形町との個別協議では「鉄道として残すことはできない」と回答し、同年6月17日には「JR北海道の事業範囲見直しに係る関係者会議」にて示された「経営再生の見通し（案）」中で、本区間を含む「輸送密度200人未満の線区」は、「地域の皆様とともに、鉄道よりも便利で効率的な交通手段へ転換」とし、国に対しても支援を求めない方針とした。
なお「維持困難線区」発表時、現存区間についてJR北海道は「当社単独では維持することが困難な線区」の発表に際し、「大量・高速輸送の観点からも鉄道でなければ輸送を担えない」「当社単独で維持可能な線区」としている。

### 地域における利用状況と周辺交通
月形町以北の沿線（樺戸郡）は、石狩川対岸の各市町（岩見沢市、美唄市、奈井江町、砂川市、滝川市など）との結びつきが強く、札沼線は前述のように月形高校への通学（2016年度：37人）を除けば日常的に利用されず、札幌方面との流動も、所要時間や列車本数などの利便性ではるかに上回る函館本線の列車を利用して向かう住民が多い、とされていた。
また、維持困難線区発表時点で、月形町 - 岩見沢市、浦臼町 - 奈井江町、浦臼町 - 新十津川町 - 滝川市間はバス路線が設定（5.5 - 19.5往復、一部ルートは土休日運休）され、2018年（平成30年）夏ダイヤの時点で、新十津川役場 - 滝川駅前間を約10 - 15分（北海道中央バス滝川浦臼線・滝新線・ふるさと公園線、経路により異なる）、浦臼駅から奈井江駅まで約25分（浦臼町営バス、土休日運休）で連絡していた。
このためこの区間は廃止直前には「輸送に直接必要な費用」（燃料費、乗務員の人件費等）すら賄えていない状況にあった。

### 北海道「総合交通政策検討会議」における扱い
2018年（平成30年）2月10日に、北海道による総合交通政策検討会議が発表した「北海道の将来を見据えた鉄道網（維持困難線区）のあり方について」において、本区間は「利便性の高い最適な公共交通ネットワークの確保に向け、今後の活力ある地域づくりの観点に十分配慮しながら、 バス転換も視野に、地域における検討・協議を進めていくことが適当である」とされ、述べられた各線区の中で唯一バス転換を視野とする旨が述べられている。なお、検討会議では浦臼駅 - 新十津川駅間については、1日の利用者が平均10人を下回っていることを指摘している。

### 沿線自治体の廃止合意に至るまでの動き
維持困難線区として発表された後、当該区間沿線の4町（当別町、月形町、浦臼町、新十津川町）は存続を目指すこととしてJR北海道との協議に応じず、2017年（平成29年）5月より4町のみでの意見交換会を開いた（以降12月まで6回開催）。
意見交換会では早期の協議入りを望む町と慎重姿勢を崩さない町とで意見が衝突したが、同年11月14日の第5回意見交換会で4町とも「同区間の現状維持は極めて厳しい」との認識で一致し、バスも含め代替交通機関を検討するとしつつ、あくまで路線存続の方針は維持した。
2018年（平成30年）1月16日には意見交換会を組織替えし、沿線4町と道による「札沼線沿線まちづくり検討会議」（以下「まちづくり検討会議」）が発足し、維持困難路線では初めてJR北海道との協議に入った。まちづくり検討会議では当初同年3月に存廃の結論を出す予定としていたが、同年3月5日に各町が個別にJR北海道とのバス転換受け入れ協議を始め8月にも結論を出す、と表明し、同年6月18日月形町、続いて同年6月25日に新十津川町、同年7月11日に浦臼町が正式に廃止受け入れを表明した。しかし結論を出すとされた同年8月2日のまちづくり検討会議では当別町が協議中であるとして廃止受け入れには至らなかった。
最終的に同年10月12日のまちづくり検討会議にて、当別町も含めた4町が同区間の廃止とバス転換で合意し、維持困難路線では、発表前に自治体が廃止を受け入れた石勝線夕張支線を除くと、初の廃止受け入れとなった。廃止時期については2019年度末を主張する月形町と、2019年内を主張する他町とで不一致が続いたが、最終的に2020年（令和2年）のゴールデンウィーク最終日である5月6日を運行最終日とし、5月7日付で廃止する方針となった。

#### 各町の主な廃止容認理由
当別町
- 今後も地域住民の利用増加が見込めず、国や道からの財政支援も期待できない。
- JR北海道からの支援内容について大筋妥当と判断。

月形町
- 輸送密度の少なさ。
- バスの方が安定的に運行できること。
- JR北海道が代替バス運行やまちづくりに協力姿勢を示したこと。
- 月形高校の生徒がバス転換を望む意見を出したこと。

浦臼町
- 廃線後の代替交通についてJR北海道から支援を得られる見込みが立ったこと。
- JR北海道が示した国の支援を求めない5線区に札沼線が入ったこと。

新十津川町
- 町民の利用が少なく、今後、観光振興や貨物輸送の利用拡大が見込めないこと。
- 既存バスが交通体系として確立していること。
- 廃線処理に伴う費用をJR北海道が負担すること。

### 運行継続に必要とされた費用について
2017年（平成29年）11月14日の会合では、営業区間を短縮した場合のコスト試算が各町長からJR北海道に要求され、同年11月23日の4町長会合で、JR北海道からは2016年（平成28年）度実績を基に、以下のように回答されている。
|                              | 区間（北海道医療大学駅から） | 区間（北海道医療大学駅から） | 区間（北海道医療大学駅から） |
| 新十津川駅 まで              | 浦臼駅 まで                  | 石狩月形駅 まで              |                              |
| ---------------------------- | ---------------------------- | ---------------------------- | ---------------------------- |
| 年間営業損失（百万円）       | 367                          | 329                          | 215                          |
| 土木構造物維持費用（百万円） | 30                           | 30                           | 10                           |
| 車両更新費用（百万円）       | 40                           | 40                           | 30                           |

### JR北海道による支援
4町廃止受け入れ時に、以下の支援が受託費の形で沿線4町に対し行われることで合意している。
- 当別 - 月形 - 浦臼間に新設する路線バスの初期投資（バス購入・車庫設置）費用および運行経費（20年分[注 25]）の支援
- 近隣市町への既存バス路線の運行経費支援
- 近隣市町とを結ぶ新規タクシーの運行経費支援
- 駅周辺などのまちづくりに関する整備
- 鉄道用地・設備の無償譲渡
- 鉄道設備の撤去工事

### 最終運行の繰り上げ・廃止
廃止直前の運行については4月11日 - 5月6日の間に以下の内容で実施する予定が2020年（令和2年）4月3日にJR北海道より発表されていた。
- 土休日およびゴールデンウィークにおいて、浦臼駅発着列車のうち1往復を新十津川駅まで延長運転。これに伴い、浦臼駅 - 新十津川駅間が1往復から2往復へと増便。
- 5月2日以降は、石狩当別駅 - 新十津川駅間の全列車を指定席化。また、一部列車を除き、2両・4両・5両編成のいずれかで運行。
- 新十津川駅を発車する最終便となる5月6日の新十津川駅発石狩当別行き臨時列車 (9430D) は、途中浦臼駅と石狩月形駅のみ停車。

このうち全列車の指定席化は、年初より流行が拡大した新型コロナウイルス感染症（COVID-19）の蔓延防止を目的としての措置であった。ところが、JR北海道の発表後の4月7日夕方に、一部都府県に対して新型インフルエンザ等対策特別措置法2条1項に基づく緊急事態宣言が行なわれたことから、JR北海道では内容の変更を4月10日に検討開始し、15日に以下のように発表した。
- 同区間の定期列車の最終運行日を同年4月24日に繰り上げ。
- 別途沿線4町のみ対象とした「ラストラン」を同年4月27日に実施。

しかし、翌4月16日夕方には「緊急事態宣言」が北海道を含む全ての都道府県に発令されたことを受け、同日中に以下の内容への変更が発表された。
- 翌17日に新十津川駅を発着する最終列車（下り5425D、上り5426D）を上下線の最終運行とし、以降、石狩当別駅 - 新十津川駅間定期列車（北海道医療大学駅発着列車除く）は廃止日までの全列車を運休。
- 前述の「ラストラン」を中止。

このため翌4月17日、新十津川駅10時00分発の石狩当別行き普通列車 (5426D) をもって北海道医療大学駅 - 新十津川駅間の列車運行が終了となり、以降の全便が運休となった。
最終運行が早まったため使用されなかった「さよなら列車」用のヘッドマークは、2021年12月にJR北海道から月形町に贈られた。

### 廃止後の状況（北海道医療大学駅 - 新十津川駅間）
廃止日の2020年5月7日未明に、北海道医療大学駅 - 新十津川駅に設置されていた駅名標が撤去された。また、一部の駅では駅舎に掲げていた駅名板も撤去された。鉄道用地・設備は用地の測量、鉄道施設の調査、撤去に要する費用を確定する作業を行い、JR北海道が財産譲渡について国土交通省の許可を得たのち、土地の無償譲渡が行われる。土地の譲渡には数年間を要する。
新十津川町では無償譲渡が行われ、町が2020年度から3年間かけ、踏切撤去工事などを実施している。
浦臼町では、晩生内駅で大雪により駅舎の柱が折れるなどの事象が発生したため、倒壊の危険があるとして2021年5月末からJR北海道によって解体されることになった。
月形町ではJR北海道により踏切改良工事が行われるほか、無償譲渡後に町が線路などの撤去、用地の形状変更、鉄道用地の現状保存もしくは撤去を進める予定。
跡地については廃線跡の活用をめざす市民団体「レールネット北海道」が、旧美幸線のトロッコ王国美深をモデルとした廃線跡でのトロッコ運行を構想している。

### 廃止後の交通体系（北海道医療大学駅 - 新十津川駅間）

#### 代替バス

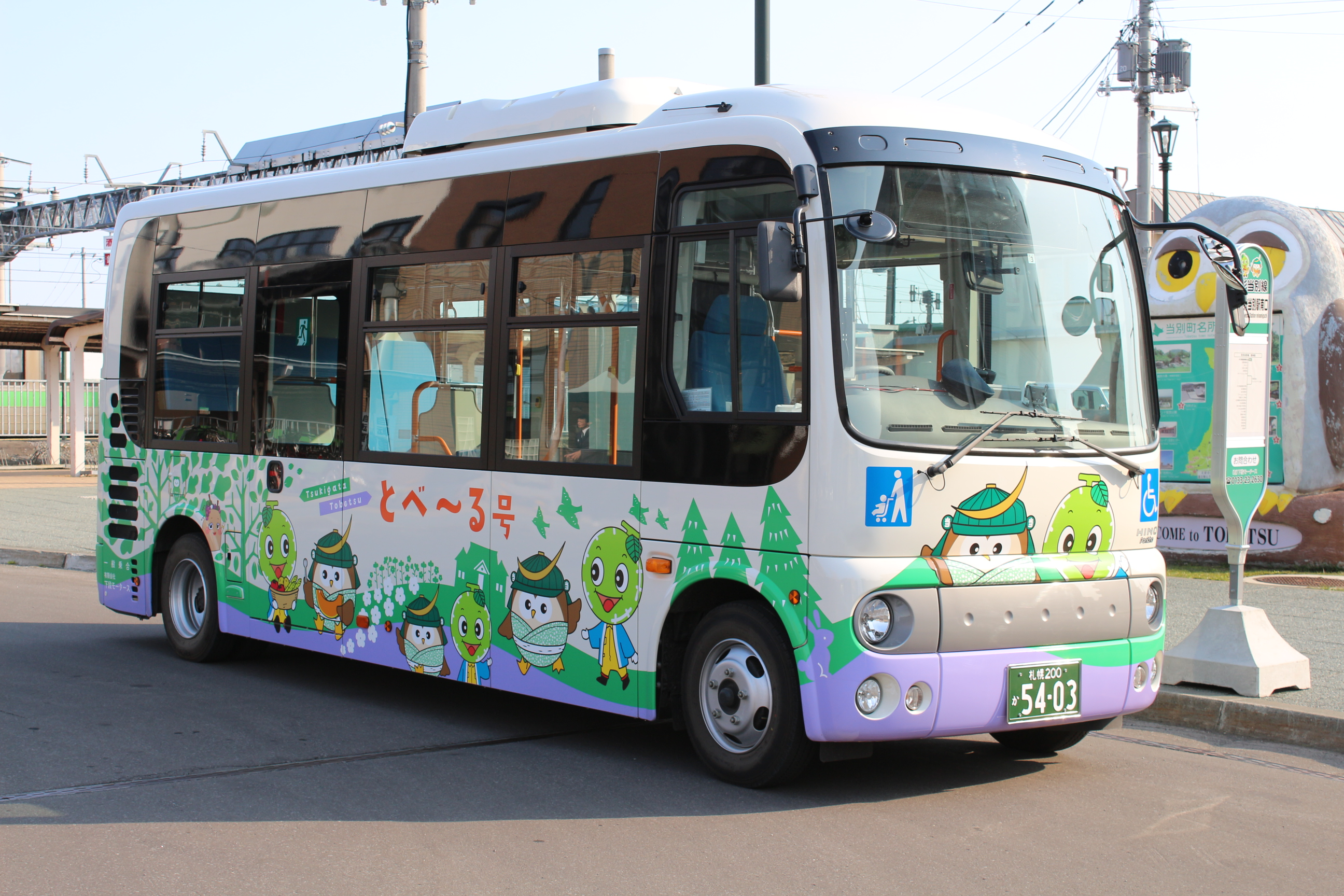
代替バス月形当別線「とべ〜る号」（2020年4月18日）

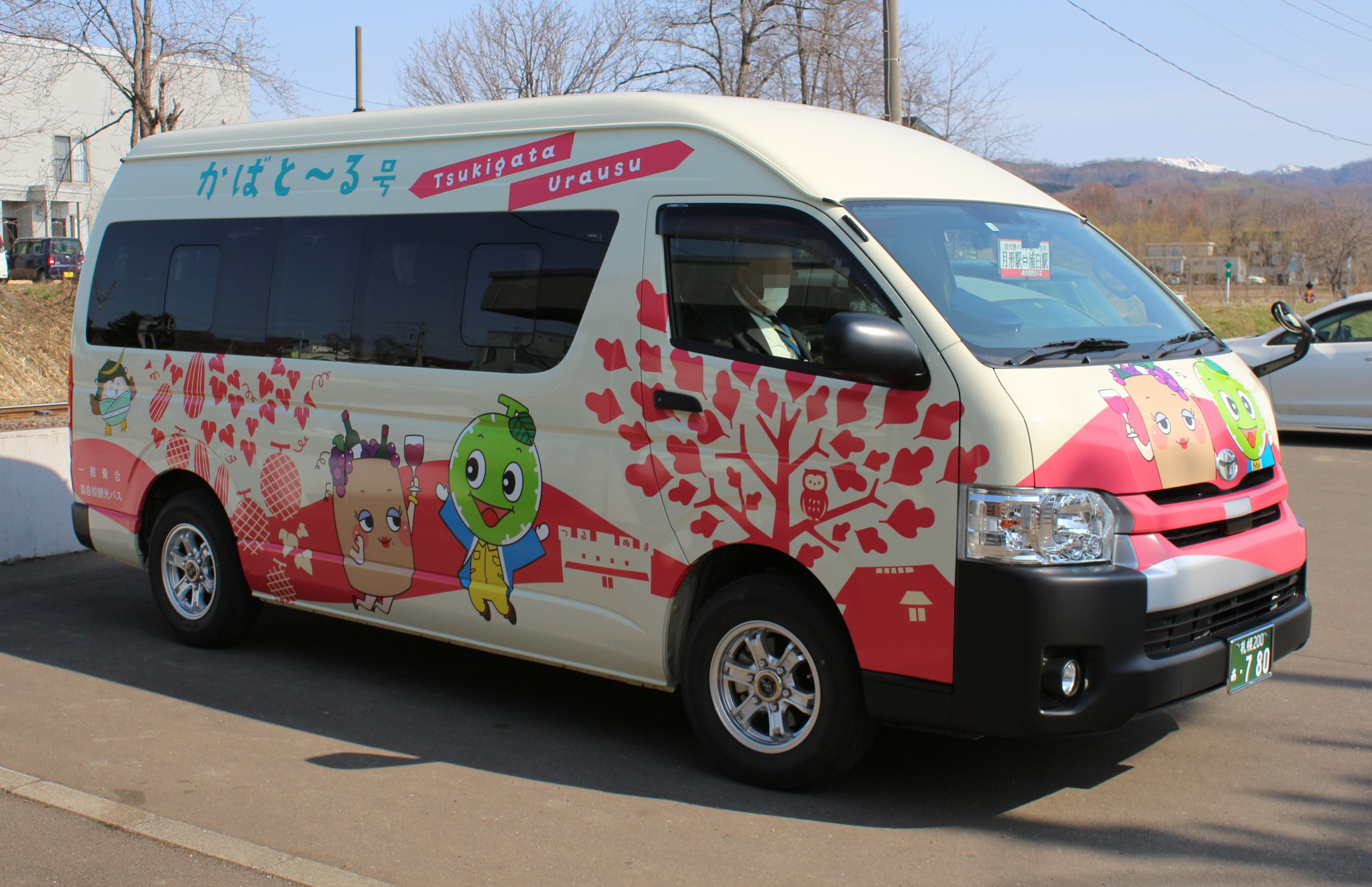
代替バス月形浦臼線「かばと〜る号」（2020年4月18日）

代替交通については2018年（平成30年）2月16日のまちづくり検討会議において、JR北海道は「石狩当別 - 石狩月形間」「石狩月形 - 浦臼間」「浦臼 - 新十津川間」の3区間に分けて新しい交通体系の案を提示し、代替交通の運行は地元事業者による運行を要請したが、国・北海道の補助の活用のほか、初期投資費用と当面の運行経費をJR北海道が負担するとした。
廃止に先行して2020年（令和2年）4月1日から、廃止後に代替となる並行バス路線が存在しない石狩当別駅 - 浦臼駅間にバス路線2系統を新設している。
運賃は各町内完結の利用、町境から各2停留所相互間は200円、町境を跨いだ場合は400円となっており、月形駅停留所で2路線を乗り継ぐ場合は200円の割引を実施する。
|            | 月形当別線（とべ〜る号）                                      | 月形浦臼線（かばと〜る号）       |
| ---------- | ------------------------------------------------------------- | -------------------------------- |
| 走行区間   | JR石狩当別駅南口 - 月形駅                                     | 月形駅 - 浦臼駅                  |
| 主要経由地 | スーパーアークス前、JR北海道医療大学駅、月形高校              | 月形高校、月形温泉               |
| バス停     | 24か所                                                        | 23か所                           |
| 本数       | 9往復（18便）/日                                              | 5往復（10便）/日                 |
| 運行       | 下段モータース                                                | 美唄自動車学校                   |
| 車両       | 日野ポンチョ（定員33名）…1台 トヨタハイエース（定員14名）…1台 | トヨタハイエース（定員14名）…1台 |
| 備考       | 札幌方面の列車との接続は北海道医療大学駅で実施。              |                                  |

なお、浦臼駅 - 新十津川駅間については当初、既存の並行バス路線（北海道中央バス滝川浦臼線）を維持するのみで路線の新設はなかったが、2022年（令和4年）9月30日をもって北海道中央バスの路線としては廃止され、浦臼町営バスの路線として代替された。平日4往復・土休日3往復が設定され、区間利用に乗降制限が設けられる（新十津川町内・滝川市内の停留所は、浦臼発滝川行きは降車のみ、滝川発浦臼行きは乗車のみ）。

#### その他の施策
- 北海道医療大学駅発着列車を廃止覚書調印時点の55本（うち40本が札幌直通）から増便[JR 35][41]
  - 先行して2019年（平成31年）3月16日ダイヤ改正で、あいの里公園駅・石狩当別駅 - 北海道医療大学駅で上下計12本の列車延長が行われた[JR 36]。
  - 最終的な廃止後の便数は2019年（平成31年）4月9日に発表された「中期経営計画2023」中で、66本に増便とされている[JR 37]、2021年（令和3年）3月13日ダイヤ改正では、あいの里公園駅・石狩当別駅 - 北海道医療大学駅で上下計10本の列車延長が行われ、北海道医療大学駅発着列車は66本に増便された[JR 38][JR 39]。
- 浦臼町内から札幌方面への移動手段は既存の浦臼町営バス新うらうす線（浦臼駅 - 鶴沼市街 - 奈井江駅間、土休日運休）[45]のほか、新規に美唄駅（毎日）、奈井江駅（土休日のみ）への乗合タクシーの運行が開始された[53]。
  - 当初は浦臼町営バス新うらうす線を土休日運休から毎日運行へ変更することも検討されていた[JR 37][54]。これについては後に、2022年10月1日のダイヤ改正で実現された（これに際し、運転区間を砂川市立病院・砂川駅へ延長するとともに、運行主体を美唄自動車学校に変更）[51]。

### 廃止に関連して各町に新設される施設

#### 当別町
代替バスとの乗り継ぎ拠点となる北海道医療大学駅にバスターミナルを新設する。また、パークアンドライドを行うため駐車場を1.4倍に拡大する。このほか、駐車場に面した改札口（2番ホーム石狩当別方）の新設、既存改札口の拡幅・改札機の増設が行われる。

#### 月形町
JR北海道からの支援を活用する見通しで、市街地にバスターミナル機能を持ったまちづくり拠点（複合施設）の計画を進めており、廃止後の2020年（令和2年）度の着工を目指している。

#### 浦臼町
各方面からのバス等の発着に既存の浦臼駅舎が活用される予定である。またJR北海道からの支援を活用して現駅付近に「町民が交流できる施設、絵画が常設展示できる施設等の建設」が考えられている。

## 歴史

### 年表

#### 国有鉄道時代
- 1931年（昭和6年）10月10日：国有鉄道札沼北線（さっしょうほくせん）として、石狩沼田駅 - 中徳富駅（初代）間 (34.9km) が開業[5]。同区間に北竜駅、碧水駅、和駅、石狩追分駅、雨竜駅、上徳富駅、石狩橋本駅、中徳富駅（初代）を新設[56][57]。
- 1934年（昭和9年）
  - 10月10日：札沼北線の中徳富駅（初代） - 浦臼駅間 (13.8km) が延伸開業[5]。同区間に下徳富駅、浦臼駅[57]を新設。
  - 11月20日：国有鉄道札沼南線（さっしょうなんせん）として、桑園駅 - 石狩当別駅間 (25.9km) が開業[5]。同区間に新琴似駅、篠路駅、石狩太美駅、石狩当別駅[57]を新設。
    - 篠路駅 - 石狩太美駅間に架橋された石狩川橋梁は橋長1074.4 m で道内最長の鉄道橋となった[2]。
- 1935年（昭和10年）10月3日：石狩当別駅 - 浦臼駅間 (36.8km) が延伸開業し、桑園駅 - 石狩沼田駅間が全通[5][JR 4][新聞 1]。同区間に石狩金沢駅、本中小屋駅、中小屋駅、石狩月形駅、札比内駅、晩生内駅[57]を新設。札沼北線を札沼南線に編入し、路線名称を札沼線に改称[5]。

- 1943年（昭和18年）10月1日：石狩月形駅 - 石狩追分駅間 (45.9km) が不要不急線に指定され、営業休止[5][新聞 2]。
- 1944年（昭和19年）7月21日：石狩当別駅 - 石狩月形駅間 (20.4km) および石狩追分駅 - 石狩沼田駅間 (19.2km) が不要不急線に指定され、営業休止[5][新聞 3]。
- 1946年（昭和21年）12月10日：石狩当別駅 - 浦臼駅間 (36.8km) および同区間の各駅が営業再開[5][新聞 4]。
- 1949年（昭和24年）6月1日：日本国有鉄道法施行に伴い、公共企業体日本国有鉄道（国鉄）に移管。
- 1953年（昭和28年）11月3日：浦臼駅 - 雨竜駅間 (26.1km) および同区間の各駅が営業再開[5][新聞 48][新聞 49][新聞 50][新聞 51]。中徳富駅（初代）を新十津川駅に改称[58]。
- 1956年（昭和31年）11月16日：雨竜駅 - 石狩沼田駅間 (22.6km) が営業再開し、全線での営業を再開[5]。また、以下のように変更。
  - 再開区間の各駅の営業を再開。
  - 以下の駅を新設[5][56][57]：鶴沼、南下徳富（以上2つは浦臼駅 - 下徳富駅間）、中徳富（下徳富駅 - 新十津川駅間、2代目、以下特記ない限り2代）、北上徳富（上徳富駅 - 雨竜駅間）、渭ノ津（石狩追分駅 - 和駅間）、中ノ岱（和駅 - 碧水駅間）、五ヶ山（北竜駅 - 石狩沼田駅間）。
  - 以下の仮乗降場（局設定）を新設：南雨竜（北上徳富駅 - 雨竜駅間）、中雨竜（雨竜駅 - 石狩追分駅間）
- 1957年（昭和32年）6月1日：客貨混合列車を廃止し、客貨分離。全列車の気動車化が完了[5][注 34]。
- 1958年（昭和33年）7月1日：以下の駅（いずれも旅客駅）を新設[5][57]：釜谷臼[新聞 53]、月ヶ岡、知来乙。
- 1959年（昭和34年）12月1日：鶴沼駅 - 南下徳富駅間に於札内仮乗降場（局設定）を新設[59]。
- 1960年（昭和35年）
  - 9月1日：晩生内駅 - 浦臼駅間に札的駅を新設[5][57]。
  - 9月10日：石狩月形駅 - 札比内駅間に豊ヶ岡駅を新設[5][57]。
- 1967年（昭和42年）12月15日：篠路駅 - 釜谷臼駅間に東篠路駅を新設[5][57][新聞 54]。
- 1971年（昭和46年）8月2日：国鉄北海道総局が新十津川駅 - 石狩沼田駅間沿線4町（新十津川町・雨竜町・北竜町・沼田町）に廃止を提案[19]。
- 1972年（昭和47年）
  - 2月1日：北竜町議会が新十津川駅 - 石狩沼田駅間廃止賛成を決議[19]。
  - 2月6日：新十津川町議会が新十津川駅 - 石狩沼田駅間廃止に賛成[19]。
  - 2月7日：雨竜町議会が新十津川駅 - 石狩沼田駅間廃止に賛成[19]。
  - 3月16日：沼田町が新十津川駅 - 石狩沼田駅間廃止に同意[19]。
  - 3月23日：国鉄旭川鉄道管理局が新十津川駅 - 石狩沼田駅間廃止を北海道総局を通じて本社に上申[19]。
  - 4月6日：国鉄が新十津川駅 - 石狩沼田駅間の廃止を申請。
  - 4月15日：本中小屋駅・中小屋駅の貨物取扱いを廃止し、旅客駅に変更。
  - 6月18日：新十津川駅 - 石狩沼田駅間で「お別れ列車」運転[5]。
  - 6月19日：新十津川駅 - 石狩沼田駅間 (34.9km) の運輸営業廃止[5][JR 4]、並行していた国鉄バス石狩線で代替[56]。
- 1974年（昭和49年）10月：蒸気機関車の運行を終了[報道 2]。
- 1975年（昭和50年）：中空知広域圏の開発促進と石狩湾新港建設を焦点とする貨物輸送による新しい物流ルート開発を大義として、新十津川から滝川駅へ路線を直結させる動きが起きる[60]。
- 1976年（昭和51年）2月18日：滝川市・新十津川町・浦臼町・月形町・当別町の首長・議会・農・商団体代表らによる「札沼線整備促進期成会」が発足し、「スピードアップと運転数の増加」「利用客増に対応する複線化」「札沼線を滝川に接続する」次の3点を三大目標として活動を開始するが[61]、実現には至らず。
- 1977年（昭和52年）8月1日：キハ40形気動車を全国で初投入[62]。
- 1979年（昭和54年）2月1日：桑園駅 - 新十津川駅間 (76.5km) の貨物営業廃止[5][4]。
- 1981年（昭和56年）12月1日：大学前仮乗降場を新設[新聞 55]。旅客のみ取扱い。
  - 東日本学園大学（現：北海道医療大学）は1974年（昭和47年）に当別町に開学。
- 1982年（昭和57年）4月1日：大学前仮乗降場を旅客駅に変更[5][57][JR 4][JR 1]。
- 1983年（昭和58年）3月1日：桑園駅 - 石狩月形駅間をCTC化[63]。
- 1985年（昭和60年）7月15日：札幌駅 - 石狩当別駅間を走行するキハ40形に試験的に清涼飲料水自動販売機を10月末まで試験設置[64]。
- 1986年（昭和61年）
  - 3月3日：同日実施のダイヤ改正で、札幌駅 - 篠路駅・大学前駅間の列車を増発。5往復あった新十津川駅発着の列車を3往復に減便。桑園駅 - 石狩当別駅間の最高速度を85 km/hに向上。大学前駅に折り返し設備を新設。
  - 6月28日：百合が原臨時乗降場を新設[5][57][JR 4][JR 1][注 35]。旅客のみ取扱い。
  - 11月1日
    - 以下の駅を新設[5][57][JR 4][JR 1]：あいの里教育大（東篠路駅 - 釜谷臼駅間）[注 36]
    - 以下の臨時乗降場を新設[5][57][JR 4][JR 1]：新川（桑園駅 - 新琴似駅間）、太平（新琴似駅 - 百合が原臨時乗降場間）。
    - あいの里教育大駅開業に伴い、釜谷臼駅を移転（桑園起点14.7 km→15.1 km）。

  - 12月1日：キハ54形気動車（500番台）を全道で初投入[65]。

#### 民営化以後

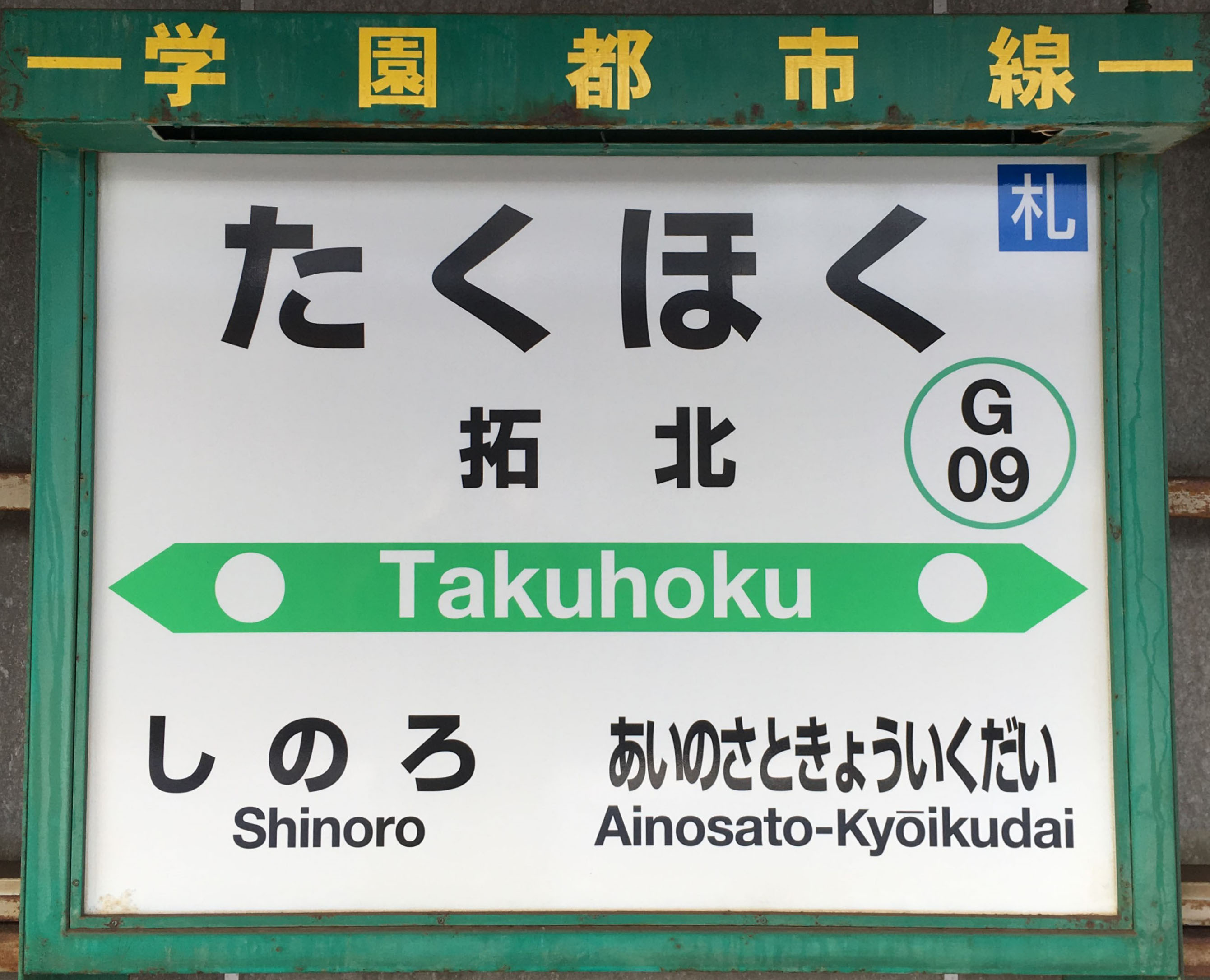
「学園都市線」の表記がなされた拓北駅駅名標（2017年3月8日撮影）

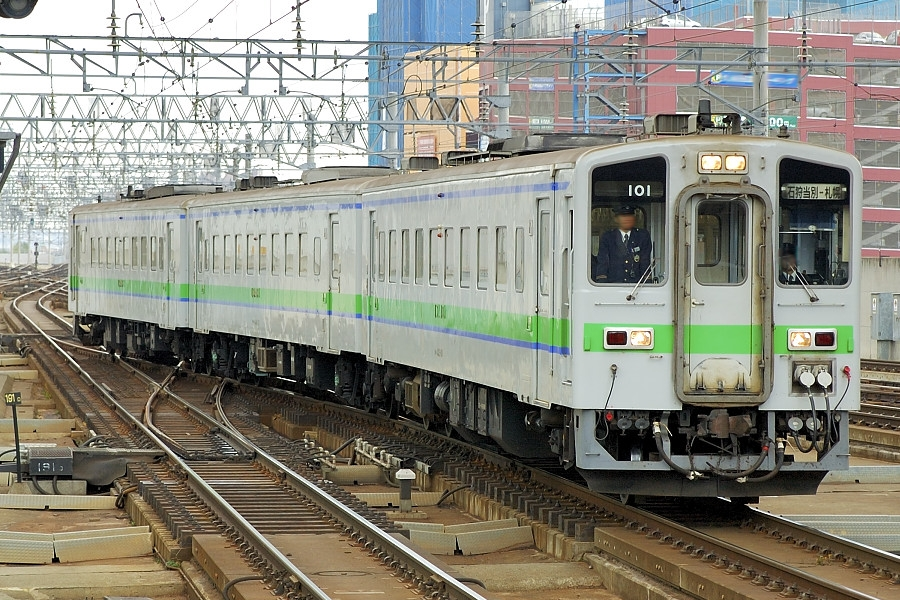
電化以前の札沼線札幌圏区間を代表する車両であったキハ141系気動車（2006年11月3日、札幌駅）

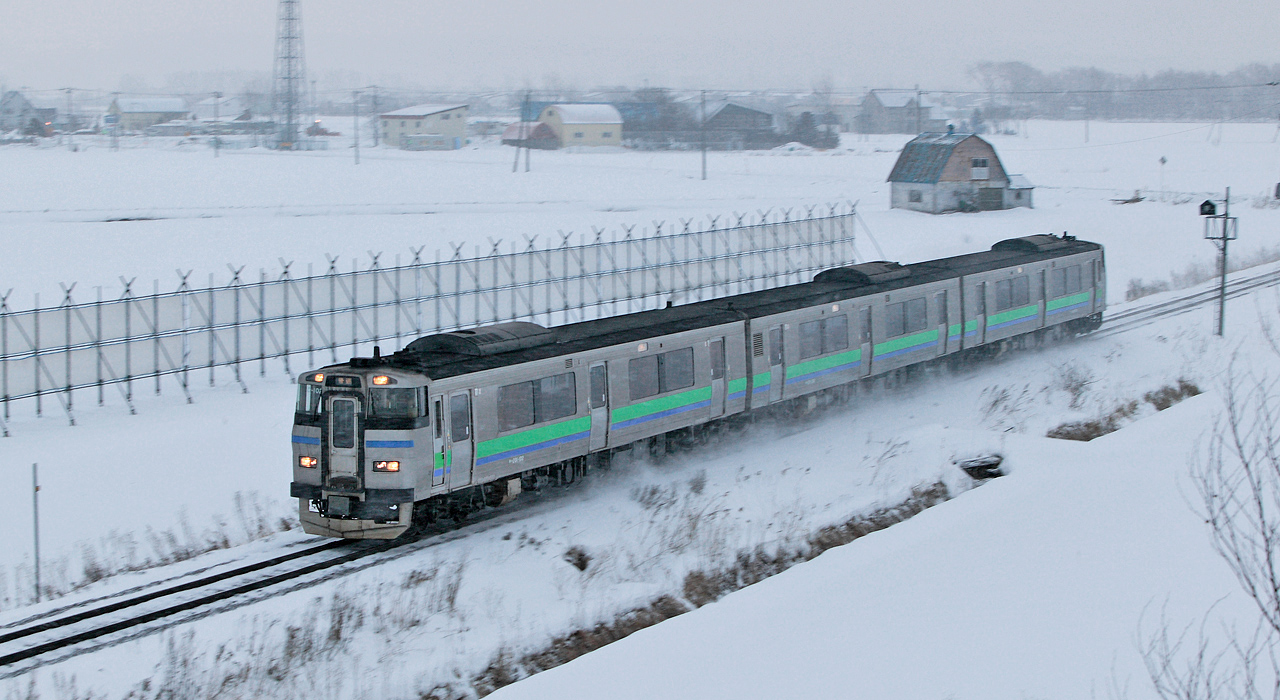
電化以前の札沼線ではキハ201系気動車も運用された（2007年1月2日、石狩太美駅 - あいの里公園駅間）

- 1987年（昭和62年）4月1日：国鉄分割民営化に伴い、全線を北海道旅客鉄道（JR北海道）が承継。併せて以下のように変更[5][57]。
  - 新川・太平・百合が原の各臨時乗降場を旅客駅に昇格。
  - 於札内仮乗降場を旅客駅に昇格（営業キロ設定なし）。
- 1988年（昭和63年）11月3日：
  - 桑園駅 - 新川駅間に八軒駅を新設[5][57][JR 4][JR 1]。
  - 函館本線琴似駅 - 札幌駅間高架化と併せ桑園駅周辺が高架化[新聞 56]。
- 1990年（平成2年）
  - 3月10日：於札内駅に営業キロを設定。
  - 4月5日：同日よりキハ141系（キハ141・キハ142）を営業投入[66]。
- 1991年（平成3年）
  - 3月16日：「学園都市線」の愛称を設定[5][67][JR 4][JR 1]。
  - 12月：効率化・経費節減の一環として、大学前駅 - 新十津川駅間の現業機関（営業・運輸・工務）を全て石狩当別駅の傘下に置く「業務機関統合方式」を開始[68]。
- 1992年（平成4年）9月：桑園駅 - 石狩当別駅間でATS-SN使用開始[新聞 57]。
- 1993年（平成5年）10月29日：八軒駅 - あいの里教育大駅間の複線化事業の起工式挙行[JR 1][新聞 58]。
- 1994年（平成6年）11月1日：函館本線札幌駅 - 桑園駅間を三線化。旧函館本線下り線を札沼線列車専用の「北線[9]」として札沼線列車と函館本線列車を分離[8]。
  - 函館本線は、上り線と旧下り線の間に2本あった札幌駅引き上げ線のうち1本を桑園駅まで延長し、新下り線とした。ただし、桑園駅2番線（函館本線下り）から北線への片渡り線が設置されているため[9]、設備上は引き続き「北線」を函館本線下り列車が走行することも可能である（逆は不可）。
- 1995年（平成7年）3月16日
  - 以下の駅名を変更[5][58]：東篠路→拓北、釜谷臼→あいの里公園、大学前→北海道医療大学
  - 太平駅 - 篠路駅間が複線化[新聞 56]。
- 1996年（平成8年）
  - 3月16日：石狩当別駅 - 新十津川駅間でワンマン運転開始[67]。
  - 6月23日：（桑園駅）- 八軒駅 - （新川駅）間を高架化[5][67]。
- 1997年（平成9年）
  - 3月22日：篠路駅 - あいの里教育大駅間が複線化[67][JR 1]。
  - 4月1日：新十津川駅の読み方を「しんとつがわ」から「しんとつかわ」に変更[5]。
- 1999年（平成11年）
  - 7月5日：キハ141系を活用した「ドラえもん列車」が札幌 - 石狩当別間で運転開始。5両の車体にキャラクターのシールを貼り付けて運行した[69]。
  - 8月22日：（八軒駅）- 新川駅 - 新琴似駅 -（太平駅）間を高架化[67]。
- 2000年（平成12年）
  - 3月11日：八軒駅 - 太平駅間を複線化[JR 4][JR 1][67][注 37]。
  - 3月22日：八軒駅 - 北海道医療大学前駅間に自動進路制御装置 (PRC) を導入[70]。
- 2001年（平成13年）10月19日：あいの里公園駅 - 石狩太美駅間の石狩川橋梁を新橋梁に切替[71]。新橋切替後の石狩川橋梁（防風柵未設置・電化前　2004年8月2日撮影）

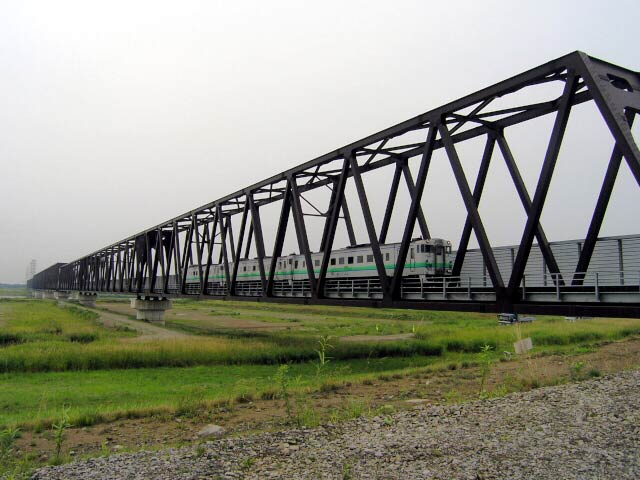
新橋切替後の石狩川橋梁（防風柵未設置・電化前　2004年8月2日撮影）

  - 新橋梁は全長1,064 m[JR 3]と旧橋梁より約10 m 短縮されたが、引き続き道内最長の鉄道橋となった[72]。同時に下流側に防風柵を設置[JR 3]。
- 2006年（平成18年）3月18日：中徳富駅を廃止[JR 40][新聞 59]。
- 2007年（平成19年）10月1日：桑園駅 - 北海道医療大学駅間で駅ナンバリングを実施[JR 41]。
- 2008年（平成20年）
  - 10月25日：桑園駅 - 北海道医療大学駅間にIC乗車券「Kitaca」を導入[JR 42]。
  - 11月1日：長時間運転を見合わせる事象が発生した場合、JRの乗車券所持者に札幌市営地下鉄の乗車券を配布する代替輸送を開始。札沼線では新琴似駅で地下鉄南北線麻生駅からの乗車券を配布[JR 43]。
- 2009年（平成21年） 電化工事中の高架区間（八軒・新川間）

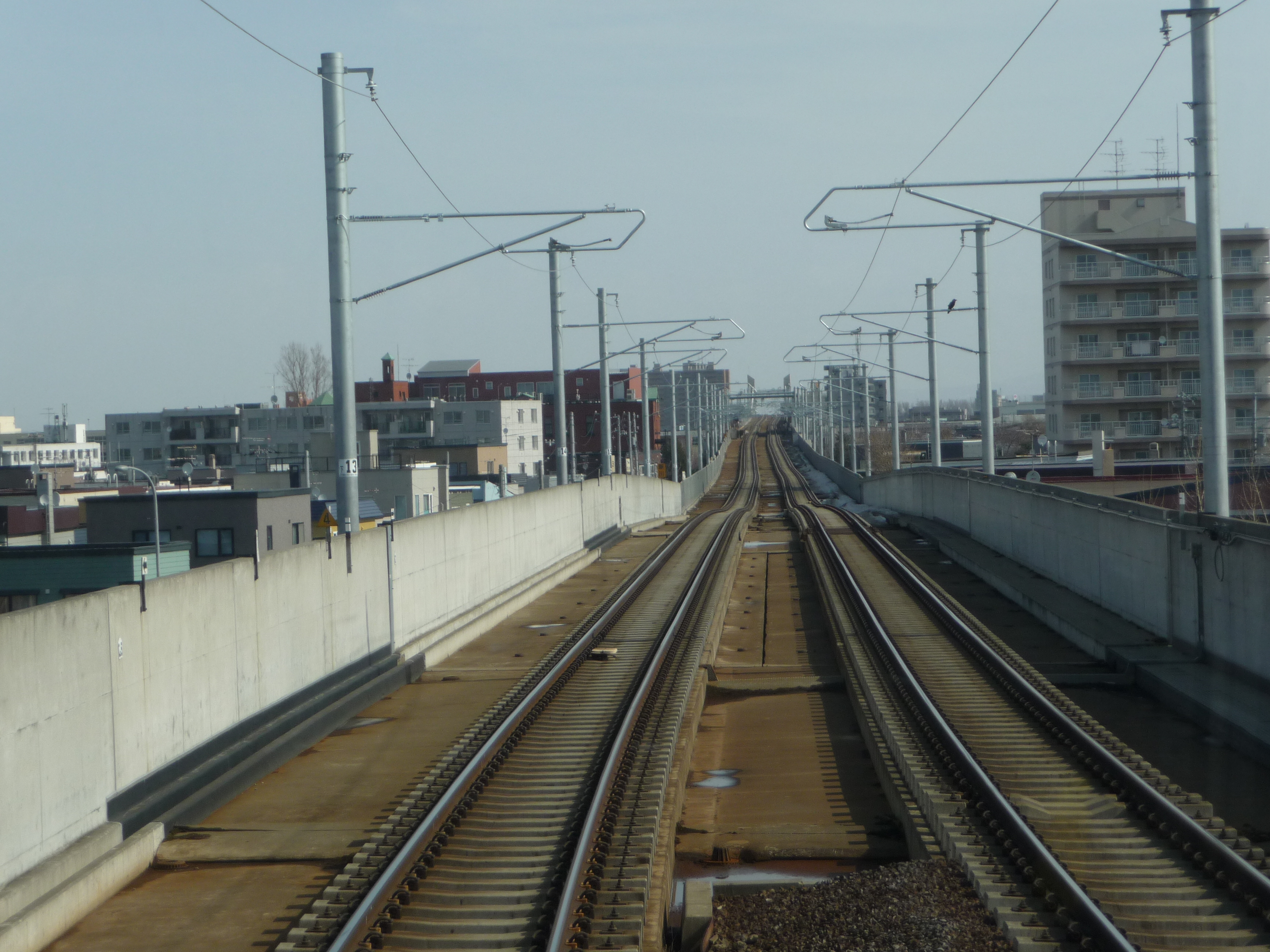
電化工事中の高架区間（八軒・新川間）

  - 9月9日：桑園駅 - 北海道医療大学駅間の電化着手を発表[JR 4][新聞 60]。
  - 12月10日：篠路駅にて桑園駅 - 北海道医療大学駅間の電化工事の起工式挙行[新聞 61][新聞 62]。
- 2012年（平成24年）
  - 2月10日：あいの里公園駅 - 石狩太美駅間の石狩川橋梁前後の区間の上流側に防風柵を追設し運転規制を緩和[JR 3]。
  - 3月：桑園駅 - 北海道医療大学駅間の電化設備が完成[JR 1]。
  - 6月1日：桑園駅 - 北海道医療大学駅間が電化開業（交流20,000V・50Hz）、同区間の一部列車（100本中69本[73]）を電車化[JR 1][JR 8][新聞 63][注 38]。
  - 10月27日：以下の内容でダイヤ改正を実施[JR 1][JR 11][新聞 64]。
    - 桑園駅 - 石狩当別駅間の全営業列車を電車化。
    - 千歳線新千歳空港駅直通列車（1往復）、千歳駅直通列車（上り1本のみ）、苫小牧駅からの直通列車（下り1本のみ）運転開始。
    - 石狩当別駅以南各駅と石狩金沢駅以北各駅間を直通する列車を廃止。
    - 函館本線江別駅直通列車廃止。
    - 夕ラッシュ時の下り列車を毎時3本から毎時4本に増発。
    - 石狩当別行き下り終電を30分繰り下げ、札幌駅23:37発とする。
- 2016年（平成28年） 1日1本のみの列車が表記された新十津川駅の発車時刻表（2018年5月20日）

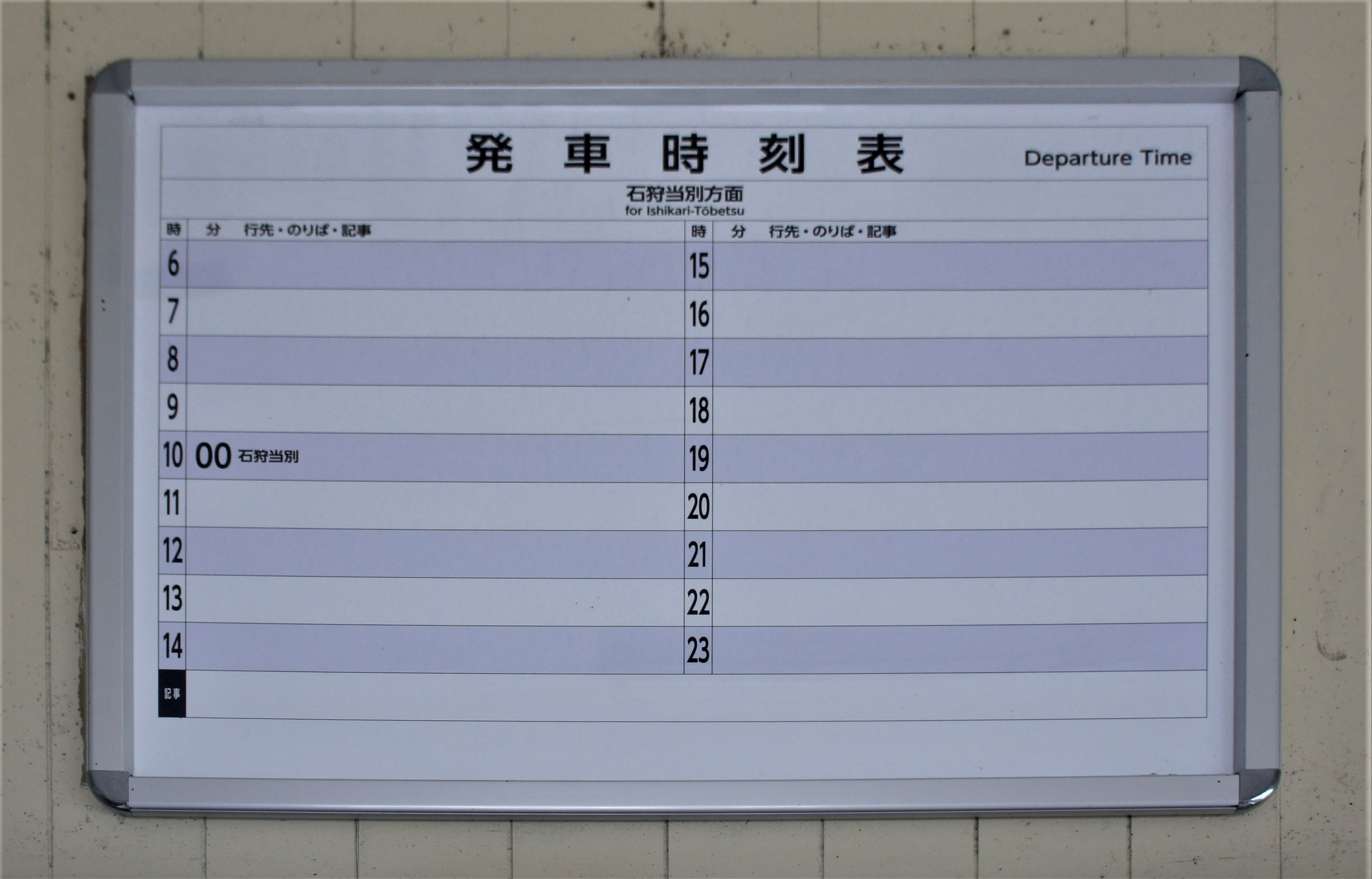
1日1本のみの列車が表記された新十津川駅の発車時刻表（2018年5月20日）

  - 3月26日：ダイヤ改正により、浦臼駅 - 新十津川駅間が1日1往復のみの運行となる[JR 30]。他線区直通列車を新千歳空港駅への1往復を除き廃止。
  - 6月：同月までにATS-DNを「鉄道に関する技術上の基準を定める省令」に基づき整備期限が設けられていた桑園駅 - あいの里教育大駅間に整備[JR 2]。
  - 10月9日：JR北海道が沿線の浦臼町・新十津川町に対してバス転換を提案し続けている旨が報道される[新聞 6]。
  - 11月18日：JR北海道が「当社単独では維持することが困難な線区について」発表。北海道医療大学駅 - 新十津川駅間が「当社単独では維持することが困難な線区」とされる[JR 5][JR 6]。
- 2017年（平成29年）
  - 5月：第1回札沼線沿線4町長意見交換会開催（以降12月まで6回開催）[15]
  - 11月14日：北海道医療大学駅 - 新十津川駅間沿線の4町長（当別町・月形町・浦臼町・新十津川町）が会合で、「同区間の現状維持は極めて厳しい」との認識で一致[新聞 13][新聞 14]。
  - 11月23日：北海道医療大学駅 - 新十津川駅間沿線4町長の会合でJR北海道副社長の西野史尚が出席。2016年（平成28年）度実績を基に、区間を短縮した場合のコスト試算を示す[新聞 32]。
- 2018年（平成30年）
  - 1月16日：北海道医療大学駅 - 新十津川駅間沿線4町による意見交換会を改組し「札沼線沿線まちづくり検討会議」が発足[15]。同日第1回会議を開催[新聞 15]。
  - 2月10日：北海道総合交通政策検討会議による「北海道の将来を見据えた鉄道網（維持困難線区）のあり方について」公表。北海道医療大学駅 - 新十津川駅間について「…バス転換も視野に、地域における検討・協議を進めていくことが適当である」とする[報道 1]。
  - 2月17日：「第2回札沼線沿線まちづくり検討会議」開催。JR北海道が北海道医療大学駅 - 新十津川駅間の新しい交通体系について案を示す[JR 35][新聞 16]。
  - 3月5日：「札沼線沿線まちづくり検討会議」が、別途北海道医療大学駅 - 新十津川駅間沿線各町で個別にJR北海道と協議を始めることを表明[新聞 17][新聞 18][新聞 19]。
  - 5月16日：月形町とJR北海道の個別協議にて、JR北海道から「鉄道として残すことはできない」と月形町へ最終回答[新聞 8][新聞 9]。
  - 6月17日：JR北海道が「JR北海道の事業範囲見直しに係る関係者会議」にて示した「経営再生の見通し（案）」中で、北海道医療大学駅 - 新十津川駅間ほか「輸送密度200人未満の線区」にあたる4線区について「地域の皆様とともに、鉄道よりも便利で効率的な交通手段へ転換」と記す[JR 31]。
  - 6月18日：月形町が北海道医療大学駅 - 新十津川駅間廃止受け入れを表明[新聞 20][新聞 21]。
  - 6月25日：新十津川町が北海道医療大学駅 - 新十津川駅間廃止受け入れを表明[新聞 22]。
  - 7月11日：浦臼町が北海道医療大学駅 - 新十津川駅間廃止受け入れを表明[新聞 23]。
  - 8月2日：「第3回札沼線沿線まちづくり検討会議」開催。廃止合意には至らず[新聞 24][新聞 25]。
  - 10月12日：「第4回札沼線沿線まちづくり検討会議」開催。当別町も含めた北海道医療大学駅 - 新十津川駅間沿線4町が同区間の廃止を受け入れ[新聞 26][新聞 27][新聞 28]。
  - 12月20日：「第5回札沼線沿線まちづくり検討会議」開催。JR北海道と北海道医療大学駅 - 新十津川駅間沿線4町が同区間の廃止について合意[42][JR 7][新聞 30][新聞 31]。
  - 12月21日：JR北海道が国土交通大臣宛てに北海道医療大学駅 - 新十津川駅間の鉄道事業廃止届を提出[JR 7]。
- 2020年（令和2年）
  - 3月14日：同日のダイヤ改正で夜間の千歳線新千歳空港駅からの直通列車（下り1本）を廃止、早朝の上り1本のみとなる[10]。
  - 3月20日：同日よりあいの里教育大駅 - 北海道医療大学駅間でATS-DNを使用開始[JR 2]。
  - 4月1日：廃止代替バス（当別 - 月形、月形 - 浦臼）運行開始[47][JR 32][新聞 44]。
  - 4月3日：JR北海道が北海道医療大学駅 - 新十津川駅間の4月11日 - 5月6日の間の運転計画を発表[JR 32]。
  - 4月10日：新型コロナウイルス感染症（COVID-19、以下COVID-19と表記）の拡大防止を目的に、北海道医療大学駅 - 新十津川駅間の最終運行日を同年4月25日へ前倒しし、最終列車の乗客を沿線4町の住民限定とすることを検討開始[新聞 35]。
  - 4月15日：COVID-19拡大および、新型インフルエンザ等対策特別措置法32条1項に基づく「緊急事態宣言」の影響により、JR北海道が北海道医療大学駅 - 新十津川駅間の定期列車の最終運行日を同年4月24日に繰り上げ、同年4月27日に沿線4町のみ対象の「ラストラン」を行うことを発表[JR 33][新聞 65][新聞 36]。
  - 4月16日：前述の「緊急事態宣言」の対象地域が日本国内全域に拡大されたことを受けて、JR北海道が定期列車の最終運行日を同年4月17日とし、同年4月27日の沿線4町対象の「ラストラン」の中止を発表[JR 34][新聞 39]。
  - 4月17日：石狩当別7:45発新十津川行、新十津川10:00発石狩当別行をもって、北海道医療大学駅 - 新十津川駅間の列車の運行を終了し、以降の同区間の列車は全列車運休となる[JR 34][新聞 66][新聞 67]。
  - 5月7日：北海道医療大学駅 - 新十津川駅間 (47.6km) の運輸営業を廃止[新聞 29][JR 7]。
- 2022年（令和4年）
  - 3月12日：あいの里教育大駅 - 太美駅間にロイズタウン駅が開業[JR 12][JR 13]。石狩当別駅が当別駅に、石狩太美駅が太美駅に駅名を変更[JR 12][JR 13]。
  - 10月16日：北海道新幹線工事に伴い、札幌駅の発車ホームが11番ホームに統一される[注 7]。
- 2025年（令和7年）1月：同年3月まであいの里教育大駅 - 北海道医療大学駅間にて除雪操作支援機能を有するモーターカーロータリー等の冬期動作試験を実施（2025年度は全線で試験予定）[JR 44]。

## 今後の予定

### 篠路駅付近高架化
篠路駅は2007年（平成19年）から2009年（平成21年）にかけて西口設置を含む再開発が行われるなど、以前より周辺整備の著しい地域であることから、周辺約1kmの高架化が決定されている。高架化に合わせて周辺の土地区画整理事業が行われることとなっており、横新道を始めとする踏切の除却や市道の拡幅も対象となっている。当初は2018年度着工、2025年度供用開始のスケジュールが組まれたが、その後事業期間は2031年度まで延長されている。

## 駅一覧

### 現存区間
便宜上、桑園駅側の全列車が乗り入れる函館本線の札幌駅 - 桑園駅間も併せて記載する。
- 全線交流電化。全駅が北海道石狩管内[注 39]に所在。
- 駅番号・区間カラー…札幌駅 - 北海道医療大学駅の各駅が対象区間。札沼線としての駅番号・カラーは八軒駅 - 北海道医療大学駅の各駅に適用。北海道旅客鉄道の駅ナンバリング・区間カラーを参照。
  - 札沼線単独駅の駅番号のアルファベットは、路線の愛称から採った「G (Gakuentoshi-line)」である。
- 札：特定都区市内制度における「札幌市内」エリアの駅
- 他路線直通列車も含め、線内は全列車が普通列車（基本的に全ての駅に停車）。ただし、一部はロイズタウン駅（▽印）を通過する。
- 累計営業キロは桑園駅起点
- 線路 … ||：複線区間、◇・｜：単線区間（◇は列車交換可能）、∨：ここより下は単線、∧：ここより下は複線、終点（北海道医療大学駅、相互発着可能）
- 札幌駅 - 桑園駅間は三線区間となっており、うち最も北側の1線（通称：北線）を札沼線列車専用の単線として運用している。

| 路線名   | 駅番号              | 駅名                            | 営業キロ | 営業キロ                                                | 接続路線 | 線路          | 所在地        | 所在地 |
| 路線名   | 駅番号              | 駅名                            | 駅間     | 累計                                                    | 接続路線 | 線路          | 所在地        | 所在地 |
| -------- | ------------------- | ------------------------------- | -------- | ------------------------------------------------------- | --- | ------------- | ------------- | ------ |
| 函館本線 | 01                  | 札幌駅 札                       | -        | 1.6                                                     | 北海道旅客鉄道：■ 函館本線（江別・岩見沢方面）・■ 千歳線 札幌市営地下鉄（さっぽろ駅）： 南北線 (N06) ・ 東豊線 (H07) | ∨             | 札幌市        | 北区   |
| 函館本線 | S02                 | 桑園駅 札 （JRA 札幌競馬場 前） | 1.6      | 0.0                                                     | 北海道旅客鉄道：■函館本線（小樽・倶知安方面）                                                                        | ◇             | 札幌市        | 中央区 |
| 札沼線   | S02                 | 桑園駅 札 （JRA 札幌競馬場 前） | 1.6      | 0.0                                                     | 北海道旅客鉄道：■函館本線（小樽・倶知安方面）                                                                        | ◇             | 札幌市        | 中央区 |
| G03      | 八軒駅 札           | 2.2                             | 2.2      |                                                         | ∧ | 西区          | 札幌市        |        |
| G04      | 新川駅 札           | 1.5                             | 3.7      |                                                         | \|\| | 北区          | 札幌市        |        |
| G05      | 新琴似駅 札         | 1.9                             | 5.6      | 札幌市営地下鉄（麻生駅）： 南北線 (N01) ※代替輸送指定駅 | \|\| | 北区          | 札幌市        |        |
| G06      | 太平駅 札           | 1.7                             | 7.3      |                                                         | \|\| | 北区          | 札幌市        |        |
| G07      | 百合が原駅 札       | 1.3                             | 8.6      |                                                         | \|\| | 北区          | 札幌市        |        |
| G08      | 篠路駅 札           | 1.6                             | 10.2     |                                                         | \|\| | 北区          | 札幌市        |        |
| G09      | 拓北駅 札           | 2.0                             | 12.2     |                                                         | \|\| | 北区          | 札幌市        |        |
| G10      | あいの里教育大駅 札 | 1.4                             | 13.6     |                                                         | ∨ | 北区          | 札幌市        |        |
| G11      | あいの里公園駅 札   | 1.5                             | 15.1     |                                                         | ◇ | 北区          | 札幌市        |        |
| G11-1    | ロイズタウン駅▽     | 2.8                             | 17.9     |                                                         | ｜ | 石狩郡 当別町 | 石狩郡 当別町 |        |
| G12      | 太美駅              | 1.4                             | 19.3     |                                                         | ◇ | 石狩郡 当別町 | 石狩郡 当別町 |        |
| G13      | 当別駅              | 6.6                             | 25.9     |                                                         | ◇ | 石狩郡 当別町 | 石狩郡 当別町 |        |
| G14      | 北海道医療大学駅    | 3.0                             | 28.9     |                                                         | ∧ | 石狩郡 当別町 | 石狩郡 当別町 |        |

1. ↑  千歳線の路線の起終点は函館本線白石駅だが、旅客列車は全て札幌駅に乗り入れている。
2. ↑  駅ビルは中央区に所在。
3. ↑  太平駅は一部施設が東区上に所在。

#### 過去の接続路線
- 桑園駅
  - 函館本線札幌市場支線（貨物線） - 1978年10月2日廃止
  - 札幌市電（桑園線）…桑園駅前停留場 - 1960年6月1日廃止
- 新琴似駅：札幌市電（鉄北線）…新琴似駅前停留場 - 1974年5月1日廃止
- 石狩当別駅：当別町営軌道 - 1956年3月31日運行終了

### 廃止区間
- 事業者名、自治体名は廃止当時のもの。全駅北海道内に所在。
- 廃止区間は全線非電化・単線。
- 累計営業キロは桑園駅起点（廃止時点）
- 北海道医療大学駅・石狩沼田駅は現存駅。他の駅は特記なければ区間廃止日に駅廃止。
- 線路 … ｜：列車交換不可、△：当駅始終着列車と上り列車同士の場合に限り列車交換可能、◇・∧：列車交換可能（∧：路線終点）、◆：列車交換可能だが、旅客ホームのある本線と旅客ホームのない副本線に分かれていた
- 仮乗降場には営業キロが設定されていなかった。括弧内に実キロを記す。

| 区間 廃止日    | 駅名             | 営業キロ | 営業キロ | 接続路線・備考         | 線路   | 所在地     | 所在地        | 所在地        |
| 区間 廃止日    | 駅名             | 駅間     | 累計     | 接続路線・備考         | 線路   | 所在地     | 所在地        | 所在地        |
| -------------- | ---------------- | -------- | -------- | ---------------------- | ------ | ---------- | ------------- | ------------- |
| 2020年 5月7日  | 北海道医療大学駅 | -        | 28.9     |                        | △      | 石狩振興局 | 石狩郡 当別町 | 石狩郡 当別町 |
| 2020年 5月7日  | 石狩金沢駅       | 2.2      | 31.1     |                        | ｜     | 石狩振興局 | 石狩郡 当別町 | 石狩郡 当別町 |
| 2020年 5月7日  | 本中小屋駅       | 4.5      | 35.6     |                        | ｜     | 石狩振興局 | 石狩郡 当別町 | 石狩郡 当別町 |
| 2020年 5月7日  | 中小屋駅         | 3.2      | 38.8     |                        | ｜     | 石狩振興局 | 石狩郡 当別町 | 石狩郡 当別町 |
| 2020年 5月7日  | 月ヶ岡駅         | 2.8      | 41.6     |                        | ｜     | 空知管内   | 樺戸郡        | 月形町        |
| 2020年 5月7日  | 知来乙駅         | 2.6      | 44.2     |                        | ｜     | 空知管内   | 樺戸郡        | 月形町        |
| 2020年 5月7日  | 石狩月形駅       | 2.1      | 46.3     |                        | ◇      | 空知管内   | 樺戸郡        | 月形町        |
| 2020年 5月7日  | 豊ヶ岡駅         | 4.7      | 51.0     |                        | ｜     | 空知管内   | 樺戸郡        | 月形町        |
| 2020年 5月7日  | 札比内駅         | 2.5      | 53.5     |                        | ｜     | 空知管内   | 樺戸郡        | 月形町        |
| 2020年 5月7日  | 晩生内駅         | 4.5      | 58.0     |                        | ｜     | 空知管内   | 樺戸郡        | 浦臼町        |
| 2020年 5月7日  | 札的駅           | 2.9      | 60.9     |                        | ｜     | 空知管内   | 樺戸郡        | 浦臼町        |
| 2020年 5月7日  | 浦臼駅           | 1.8      | 62.7     |                        | ｜     | 空知管内   | 樺戸郡        | 浦臼町        |
| 2020年 5月7日  | 鶴沼駅           | 3.4      | 66.1     |                        | ｜     | 空知管内   | 樺戸郡        | 浦臼町        |
| 2020年 5月7日  | 於札内駅         | 1.8      | 67.9     |                        | ｜     | 空知管内   | 樺戸郡        | 浦臼町        |
| 2020年 5月7日  | 南下徳富駅       | 1.5      | 69.4     |                        | ｜     | 空知管内   | 樺戸郡        | 新十津川町    |
| 2020年 5月7日  | 下徳富駅         | 2.1      | 71.5     |                        | ｜     | 空知管内   | 樺戸郡        | 新十津川町    |
| 2020年 5月7日  | 中徳富駅         | 2.4      | 73.9     | 2006年3月18日廃止      | ｜     | 空知管内   | 樺戸郡        | 新十津川町    |
| 2020年 5月7日  | 新十津川駅       | 2.6      | 76.5     |                        | ｜     | 空知管内   | 樺戸郡        | 新十津川町    |
| 1972年 6月19日 | 石狩橋本駅       | 2.7      | 79.2     |                        | ◆      | 空知管内   | 樺戸郡        | 新十津川町    |
| 1972年 6月19日 | 上徳富駅         | 2.8      | 82.0     |                        | ◆      | 空知管内   | 樺戸郡        | 新十津川町    |
| 1972年 6月19日 | 北上徳富駅       | 1.7      | 83.7     |                        | ｜     | 空知管内   | 樺戸郡        | 新十津川町    |
| 1972年 6月19日 | 南雨竜仮乗降場   | -        | (86.5)   |                        | ｜     | 空知管内   | 雨竜郡        | 雨竜町        |
| 1972年 6月19日 | 雨竜駅           | 5.1      | 88.8     |                        | ◆      | 空知管内   | 雨竜郡        | 雨竜町        |
| 1972年 6月19日 | 中雨竜仮乗降場   | -        | (89.8)   |                        | ｜     | 空知管内   | 雨竜郡        | 雨竜町        |
| 1972年 6月19日 | 石狩追分駅       | 3.3      | 92.1     |                        | ◆      | 空知管内   | 雨竜郡        | 雨竜町        |
| 1972年 6月19日 | 渭ノ津駅         | 2.4      | 94.5     |                        | ｜     | 空知管内   | 雨竜郡        | 雨竜町        |
| 1972年 6月19日 | 和駅             | 3.4      | 97.9     |                        | ◆      | 空知管内   | 雨竜郡        | 北竜町        |
| 1972年 6月19日 | 中ノ岱駅         | 3.1      | 101.0    |                        | ｜     | 空知管内   | 雨竜郡        | 北竜町        |
| 1972年 6月19日 | 碧水駅           | 1.8      | 102.8    |                        | ◆      | 空知管内   | 雨竜郡        | 北竜町        |
| 1972年 6月19日 | 北竜駅           | 3.2      |          | ◆                      | 沼田町 | 空知管内   | 雨竜郡        |               |
| 1972年 6月19日 | 五ヶ山駅         | 2.6      | 108.6    |                        | 沼田町 | 空知管内   | 雨竜郡        | ｜            |
| 1972年 6月19日 | 石狩沼田駅       | 2.8      | 111.4    | 日本国有鉄道：留萌本線 | 沼田町 | 空知管内   | 雨竜郡        | ∧             |